# 1931
1931 (MCMXXXI) byl rok, který dle gregoriánského kalendáře započal čtvrtkem.

## Události
Československo
- 4. února – během Duchcovské stávky byli zabiti 4 protestující dělníci a několik dalších bylo zraněno.
- 25. února – demonstrace a hladové pochody nezaměstnaných v mnoha městech u příležitosti Mezinárodního dne boje proti nezaměstnanosti. Někde došlo ke srážkám s policií a četnictvem.
- 28. září – byla otevřena Zoo v Praze.
- 25. listopadu – při Frývaldovské stávce, konané na protest proti dalšímu propuštění v kamenolomech na severu Moravy, bylo policií zastřeleno 8 demonstrujících dělníků.

Svět
- 5. března – Mahátma Gándhí uzavřel v Dillí příměří s indickým místokrálem lordem Irwinem.
- 1. května byl slavnostně otevřen mrakodrap Empire State Building v New Yorku.
- 18. září – Mukdenský incident dává Japonsku záminku k invazi a obsadit Mandžusko.
- 27. října – Ve Všeobecných volbách ve Spojeném království drtivě zvítězila národní vláda.
- 5. prosinec – Katedrála Krista Spasitele v Moskvě byla zničena dle usnesení ze dne 2. června 1931
- Kanada se stala členem britského Společenství národů.
- Mexiko se stalo členem Společnosti národů.
- Povodně na řece Jang-c’-ťiang a Žluté řece.
- Byla sjednána Úmluva upravující lov velryb.

## Vědy a umění
- 26. srpna – V New Yorku přistál hydroplán Dornier Do X poté, co uskutečnil historicky první komerční přelet Atlantského oceánu s cestujícími.
- 16. říjen – Premiéra filmové komedie s Vlastou Burianem To neznáte Hadimršku v režii Karla Lamače
- 23. říjen – Houslový koncert D dur Igora Stravinského má premiéru v Berlíně
- 4. listopadu – Premiéra 13. hry V+W Golem v Osvobozeném divadle
- 3. prosince – Premiéra koncertního podání Sukova sokolského pochodu V nový život v podání České filharmonie.
- Vyšla kniha Markéta Lazarová od Vladislava Vančury.

## Nobelova cena
- Nobelova cena za fyziku – nebyla udělena
- Nobelova cena za fyziologii a lékařství – Otto Warburg za výzkum enzymů dýchacího řetězce, jejich povahy a funkce
- Nobelova cena za chemii – Carl Bosch – za výrobu syntetických čpavků a Friedrich Bergius za postup zkapalňování uhlí a výrobu syntetického benzinu
- Nobelova cena za literaturu – Erik Axel Karlfeldt
- Nobelova cena za mír – Jane Addamsová a Nicholas Murray Butler

## Narození

### Česko

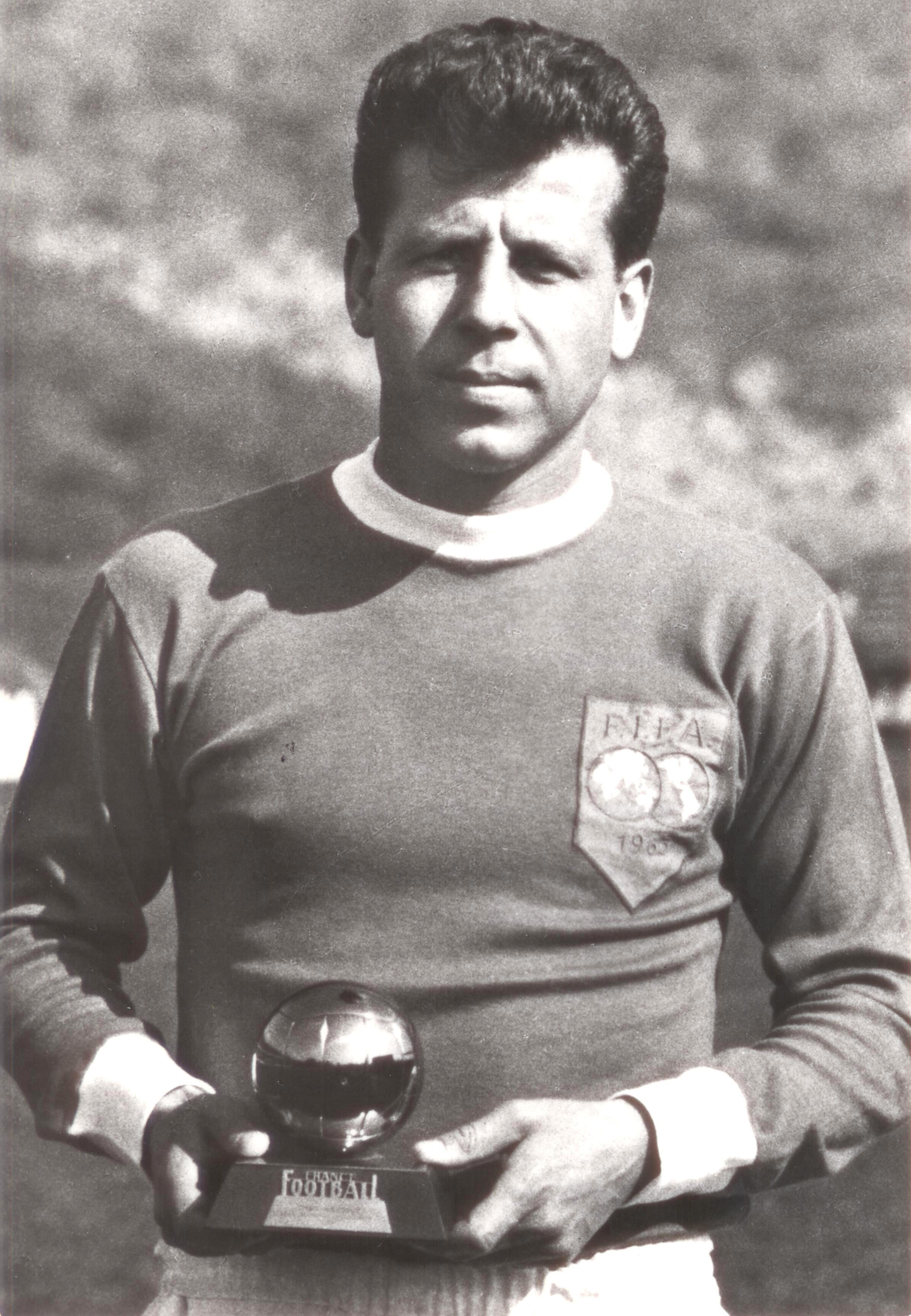
Josef Masopust (* 9. února)

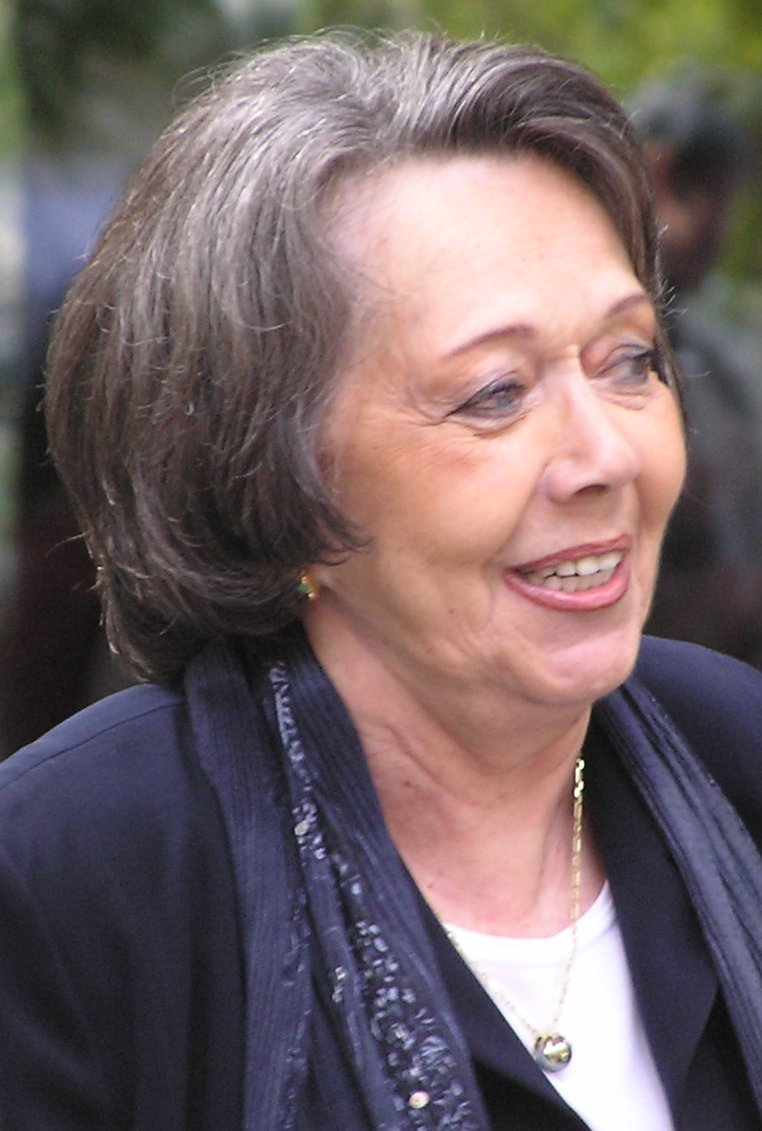
Jiřina Jirásková (* 17. února)

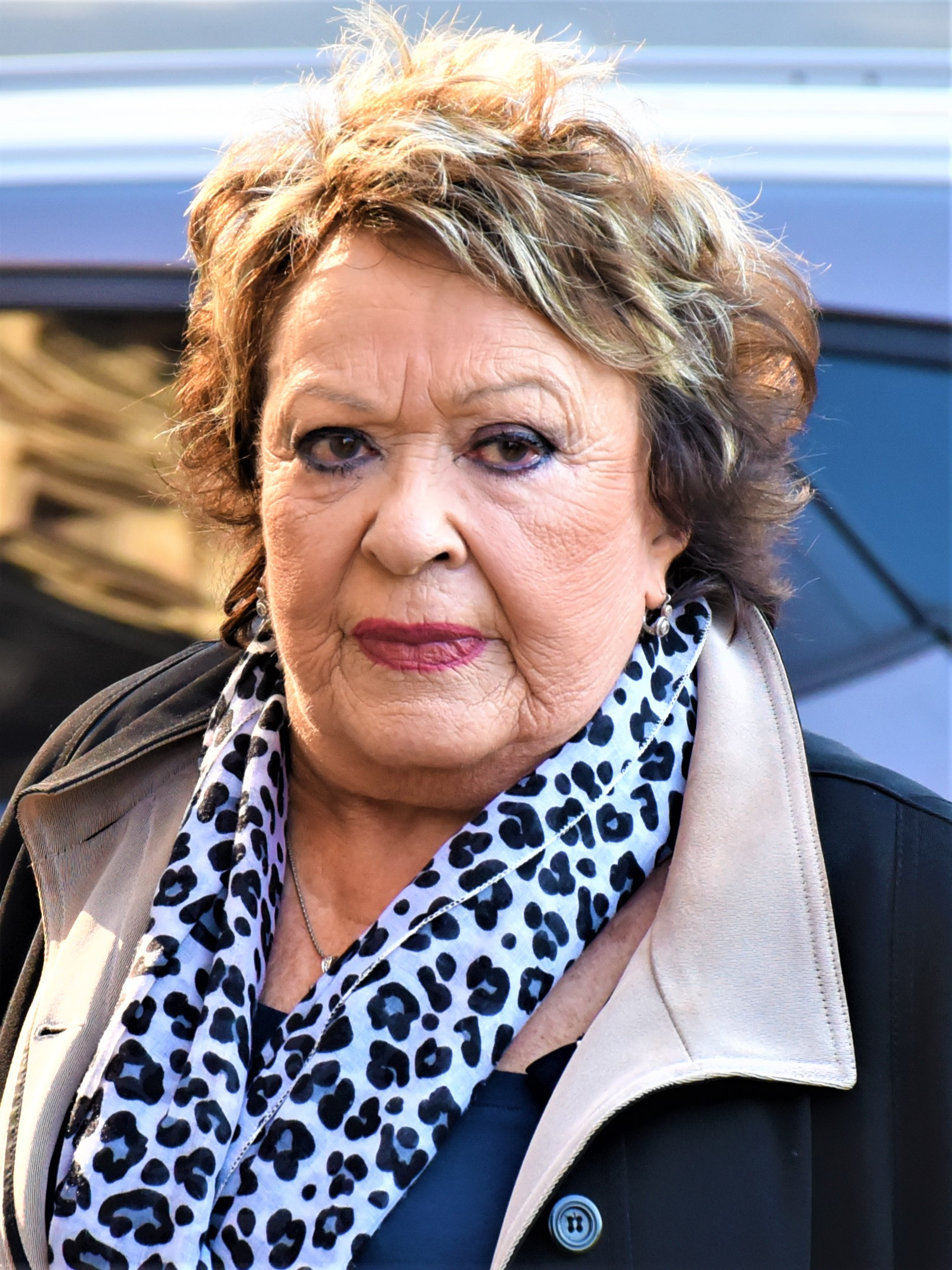
Jiřina Bohdalová (* 3. května)

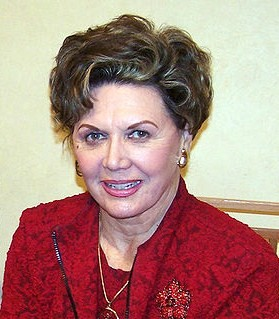
Ája Vrzáňová (* 16. května)

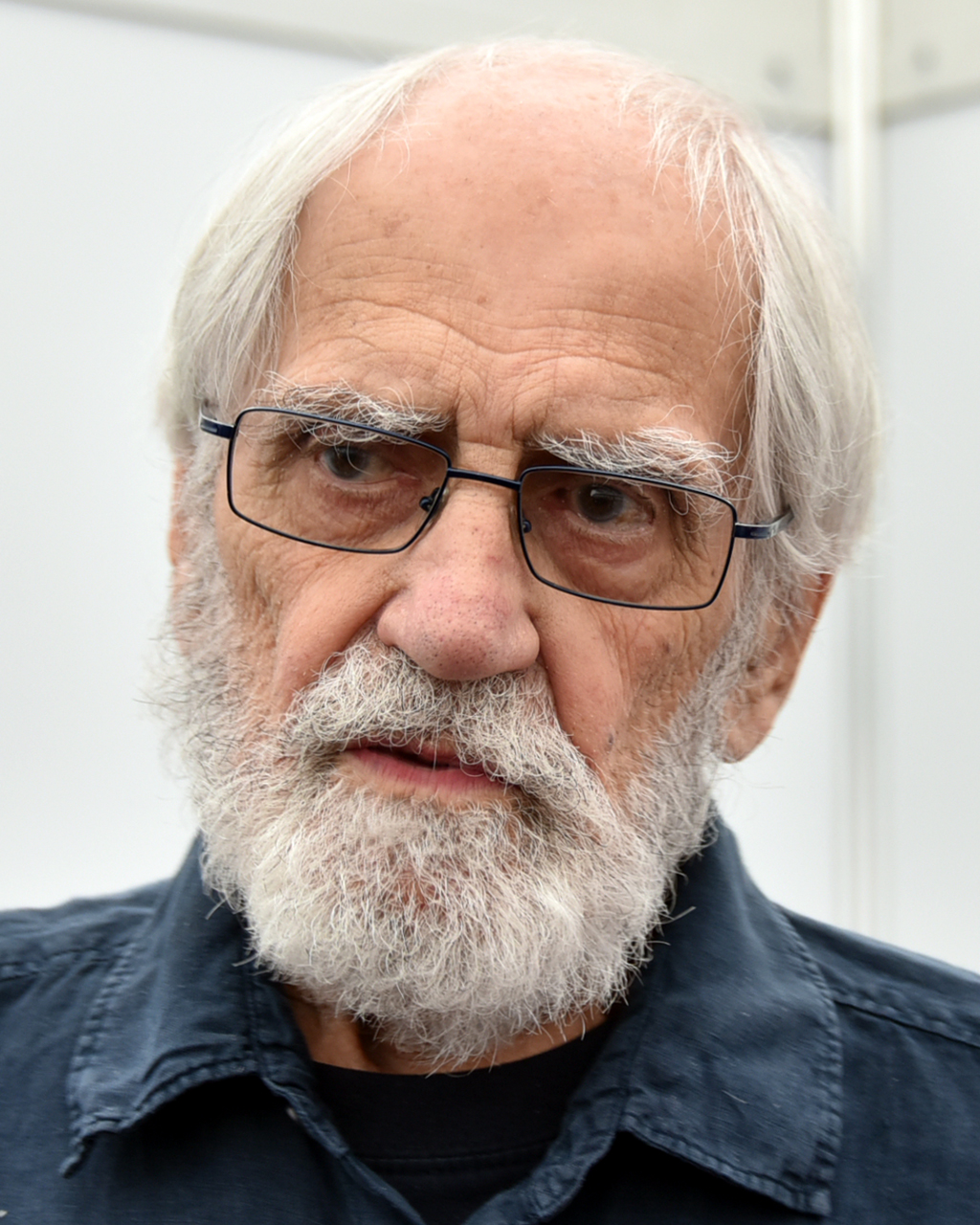
Jiří Stránský (* 12. srpna)

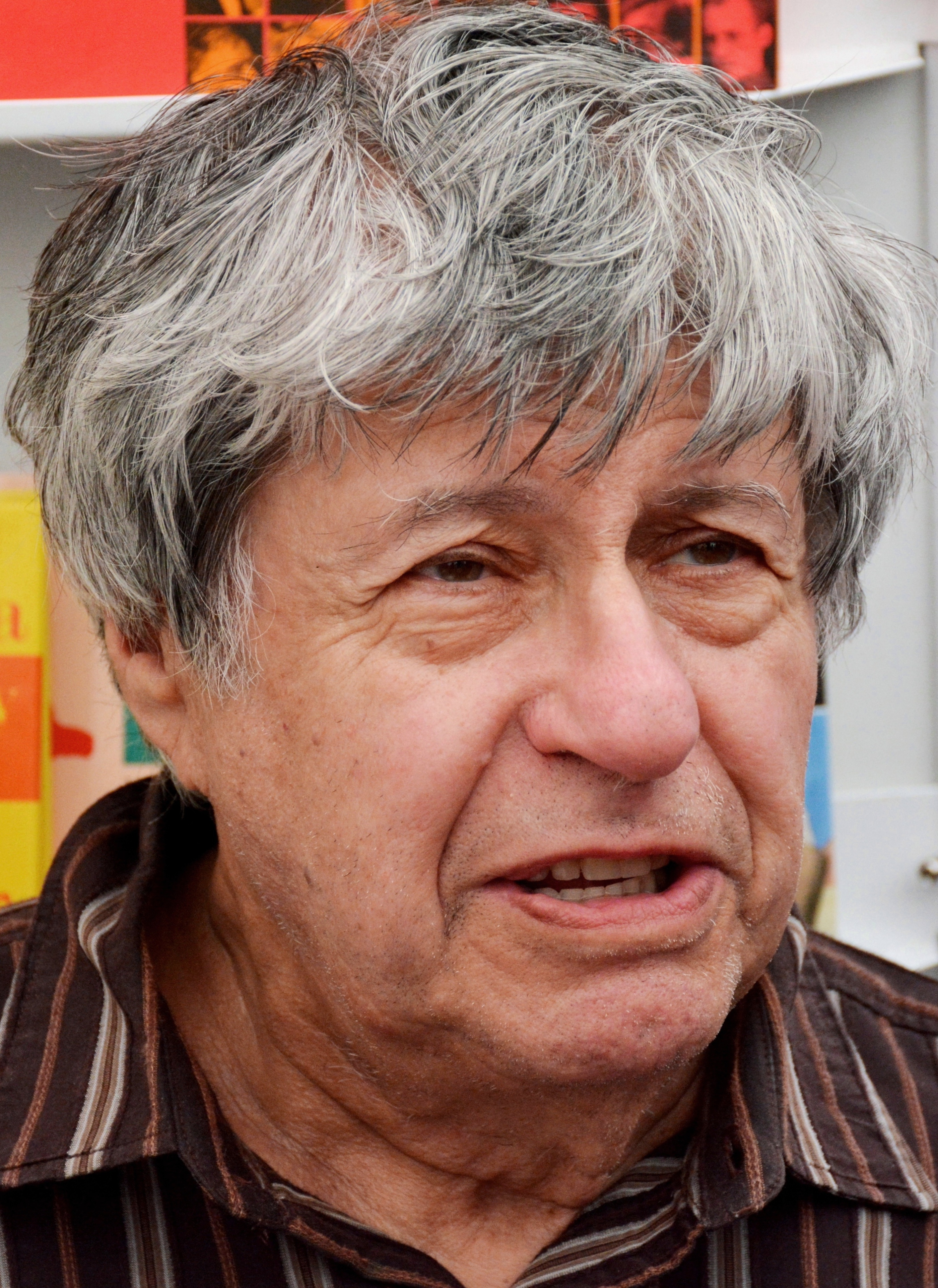
Ivan Klíma (* 14. září)

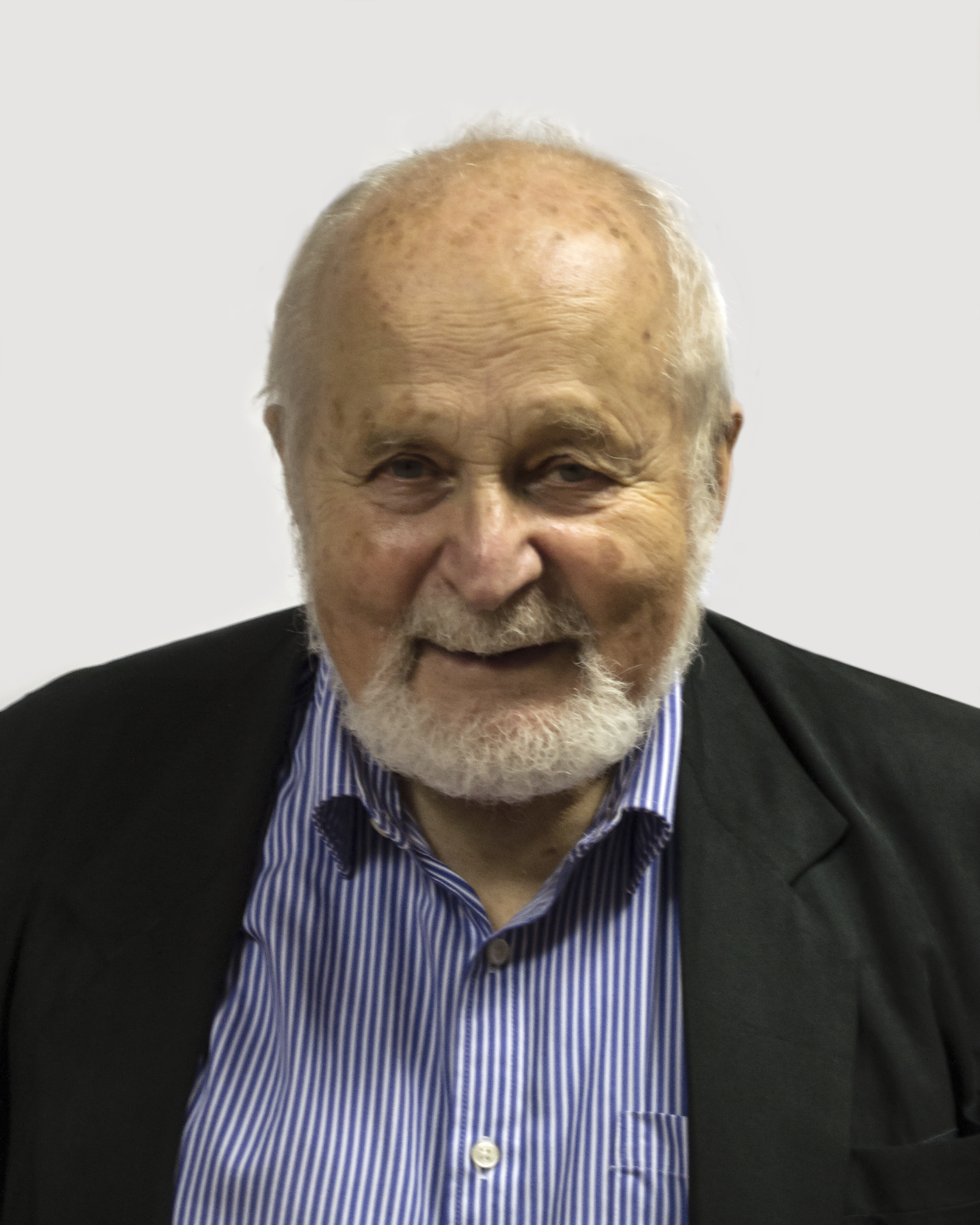
František Janouch (* 22. září)

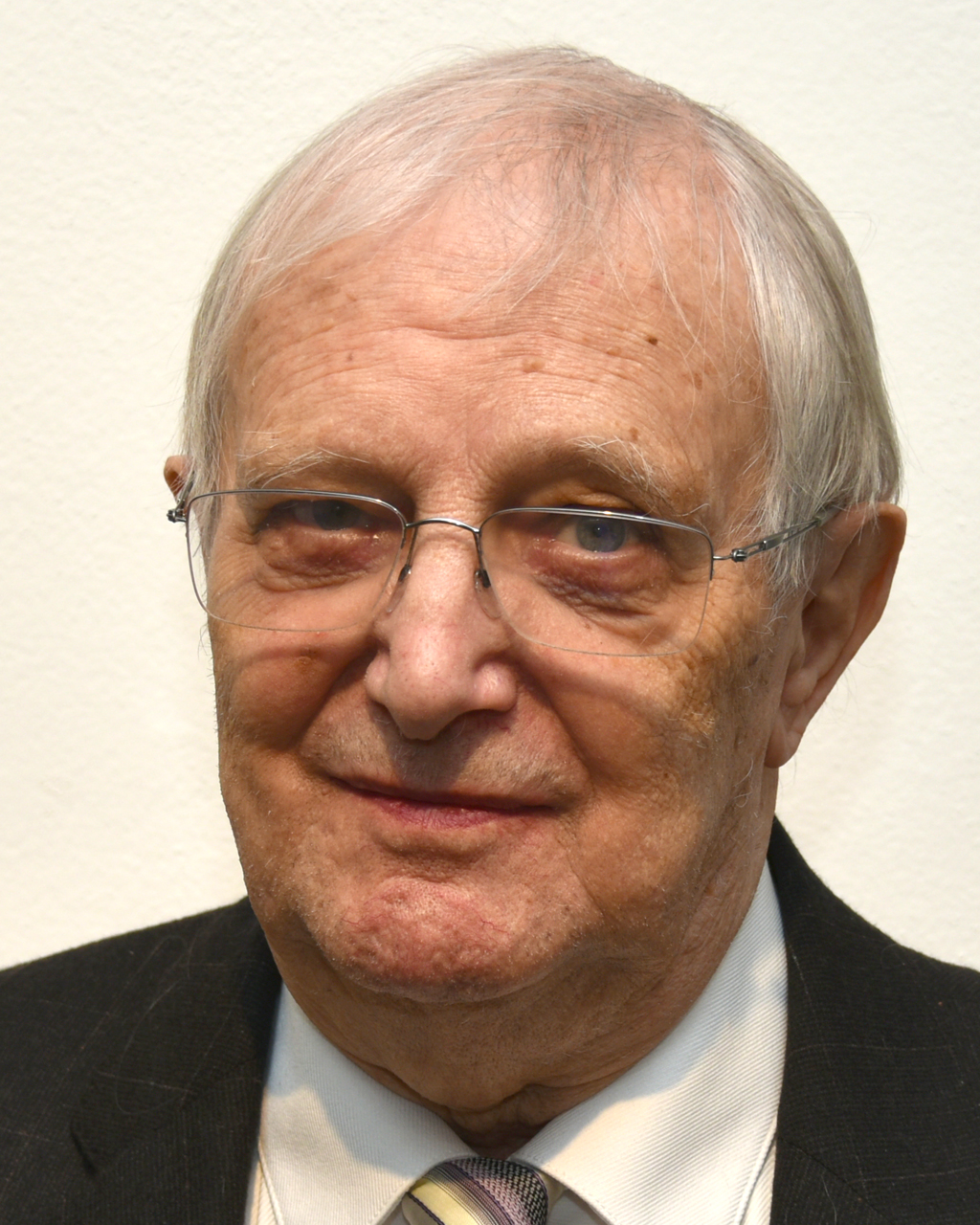
Jiří Suchý (* 1. října)

- 01. ledna – Václav Edvard Beneš, česko-americký matematik
- 02. ledna
  - Jaroslav Weigel, český malíř, grafik a herec († 5. září 2019)
  - František Šafránek, československý fotbalový reprezentant († 27. června 1987)
- 07. ledna
  - Jaroslav Bakala, historik († 22. srpna 2008)
  - Richard Pražák, historik a hungarista († 12. září 2010)
- 08. ledna
  - Oldřich Fejfar, paleontolog († 4. října 2023)
  - Adolf Filip, český divadelní a filmový herec († 25. června 2007)
- 09. ledna
  - Pavel Knihař, český příslušník Francouzské cizinecké legie († 2. května 2018)
  - Jan Šebestík, československý filozof vědy
- 10. ledna – Ladislav Vodička, český country zpěvák a textař († 7. března 1999)
- 14. ledna
  - Dagmar Sedláčková, česká akademická malířka, ilustrátorka a grafička († 28. října 2008)
  - Juraj Pospíšil, slovenský hudební skladatel českého původu († 20. září 2007)
- 16. ledna – Vladimír Škutina, český humorista, publicista, spisovatel († 19. srpna 1995)
- 24. ledna – Jaroslav Vostrý, český dramatik, divadelní teoretik, historik, režisér a dramaturg († 18. března 2025)
- 29. ledna – Josef Poláček, afrikanista († 10. února 2012)
- 30. ledna – Jaromír Povejšil, jazykovědec, germanista a překladatel († 3. dubna 2010)
- 4. února – Oldřich Kopal, český horolezec († 16. června 2011)
- 5. února
  - Rudolf Čechura, spisovatel († 7. října 2014)
  - Hana Bauerová, divadelní herečka, nositelka Ceny Thálie († 18. května 2022)
- 7. února – Jiří Kořalka, historik († 30. ledna 2015)
- 8. února – Milan Chladil, zpěvák († 28. června 1984)
- 9. února
  - Josef Masopust, československý fotbalový reprezentant († 29. června 2015)
  - Mojmír Preclík, sochař, keramik, restaurátor a fotograf († 16. srpna 2001)
- 15. února – Zdeněk Marat, pianista, hudební skladatel, publicista a dirigent († 21. února 2016)
- 17. února
  - Josef Věntus, reprezentant ve veslování, bronzová medaile na LOH († 29. prosince 2001)
  - Jiřina Jirásková, herečka († 7. ledna 2013)
  - Jiří Tomek, herec († 29. srpna 2013)
- 21. února – Karel Malina, rozhlasový sportovní reportér († 2. února 2015)
- 27. února – Karel Toman, český malíř, grafik a ilustrátor († 2. října 2000)
- 28. února – Gustav Ginzel, cestovatel, horolezec a podivín († 28. listopadu 2008)
- 5. března – Rudolf Ströbinger, novinář, publicista a spisovatel († 1. prosince 2005)
- 12. března – Otto Zelenka, český spisovatel, dramatik, dramaturg a scenárista († 22. října 2013)
- 13. března – Eduard Světlík, český spisovatel a překladatel († 21. srpna 2018)
- 17. března – Karel Velebný, jazzový hudebník, herec a hudební pedagog († 7. března 1989)
- 18. března – Vlastimil Bubník, český hokejista a fotbalista († 6. ledna 2015)
- 19. března – František Trnka, zemědělský odborník a politik († 20. června 2021)
- 23. března – Kamil Prachař, herec († 24. června 2020)
- 26. března – Květoslav Hísek, malíř († 10. června 2016)
- 30. března – Olga Krijtová, filoložka, pedagožka a překladatelka z nizozemštiny († 7. listopadu 2013)
- 1. dubna – Jaroslav Štika, valašský národopisec, sběratel lidové kultury († 28. září 2010)
- 3. dubna – Jiří Laburda, hudební vědec, skladatel a pedagog († 30. ledna 2025)
- 6. dubna – Radomil Eliška, dirigent († 1. září 2019)
- 7. dubna – Milan Paumer, člen antikomunistické odbojové skupiny bratří Mašínů († 22. července 2010)
- 11. dubna – Ota Koval, režisér, scenárista a herec († 14. srpna 1981)
- 13. dubna – Ivo Paukert, televizní scenárista a režisér († 4. dubna 2013)
- 19. dubna – Jiří Štrunc, sbormistr a hudební pedagog († 15. června 2015)
- 23. dubna – Radek Pilař, výtvarník († 7. února 1993)
- 27. dubna – Zdeněk Zuska, primátor hlavního města Prahy († 17. prosince 1982)
- 29. dubna
  - Zdeněk Kolářský, sochař († 28. března 2022)
  - Václav Vlasák, český jazykovědec († 5. února 2014)
- 2. května – Eva Jiroušková, herečka († 8. ledna 2015)
- 3. května – Jiřina Bohdalová, herečka
- 5. května – Adolf Sýkora, houslista a houslový pedagog († 19. září 2023)
- 7. května
  - Ervín Urban, český akademický malíř, ilustrátor a grafik († 21. října 1997)
  - Ivo Urban, československý fotbalový reprezentant († 22. června 2024)
- 9. května
  - Milan Šamánek, lékař, pediatr a kardiolog († 29. dubna 2020)
  - Vratislav Šotola, český sklářský návrhář († 12. ledna 2010)
- 10. května – Miroslav Florian, básník a překladatel († 10. května 1996)
- 13. května – Milan Hrala, profesor ruské literatury, překladatel († 13. července 2015)
- 16. května
  - Ája Vrzáňová, americká krasobruslařka a podnikatelka českého původu († 30. července 2015)
  - Hana Bradyová, židovská dívka, která zahynula v koncentračním táboře v Osvětimi-Březince († 23. října 1944)
- 19. května – Věra Příkazská, zpěvačka
- 20. května – Ota Karen, ekonom, právník, představitel mezinárodního družstevního hnutí († 20. března 2007)
- 23. května – Jaroslav Porák, bohemista, slavista († 6. července 1985)
- 25. května – Jiří Vacek, český mystik, spisovatel a překladatel duchovní literatury († 27. dubna 2021)
- 26. května – Helena Stachová, česká překladatelka z polštiny
- 27. května – Věroslav Neumann, český hudební skladatel († 28. listopadu 2006)
- 28. května
  - Ivan Hlaváček, historik a archivář
  - Jiří Komárek, český algolog
- 4. června – Jan Zábrana, básník, prozaik, esejista a překladatel († 3. září 1984)
- 5. června – Ladislav Dvorský, český spisovatel († 25. července 1995)
- 6. června – Marie Zápotocká, česká archeoložka († 30. října 2021)
- 11. června – Stanislav Litera, český herec († 21. září 2003)
- 13. června – Věra Suková, česká tenistka († 13. května 1982)
- 15. června – Jiří Corvin, český malíř († 17. července 2004)
- 17. června – Otakar Binar, architekt († 20. května 2024)
- 25. června – Zdeněk Kárník, historik († 30. září 2011)
- 28. června – Zdeněk Sázava, teolog († 17. ledna 2017)
- 1. července
  - Stanislav Grof, americký psychiatr českého původu
  - Miroslav Krejča, herec a spisovatel († 11. června 2005)
- 3. července – Josef Chuchro, violoncellista († 19. srpna 2009)
- 5. července – Milan Opočenský, český teolog, filozof, duchovní Českobratrské církve evangelické († 31. ledna 2007)
- 6. července – Vladimír Blucha, historik († 20. listopadu 2020)
- 9. července – Mikuláš Lobkowicz, filozof a politolog, rektor univerzit v Mnichově a v Eichstättu († 19. září 2019)
- 11. července – Hugo Demartini, sochař († 15. září 2010)
- 13. července – Zbyněk Čeřovský, disident, signatář Charty 77 a brigádní generál v. v. († 25. června 2024)
- 16. července – Eva Sadková, česká filmová režisérka a scenáristka († 8. dubna 2000)
- 17. července – Jan Kristofori, malíř, galerista a grafik († 24. března 2004)
- 19. července
  - Jan Dus, evangelický teolog a farář Českobratrské církve evangelické
  - Vladimír Svatoň, profesor ruské a srovnávací literatury († 26. prosince 2018)
- 20. července – Jiří Samek, herec († 6. září 2009)
- 25. července – Miroslav Košler, sbormistr, dirigent a pedagog († 20. září 2016)
- 29. července – Radko Pavlovec, český konstruktér, vynálezce, účastník 2. a 3.odboje († 12. května 2003)
- 30. července – Jan Teplý, herec († 25. února 2007)
- 1. srpna – Kamil Hála, český jazzový hudební skladatel, pianista, dirigent († 28. října 2014)
- 8. srpna – Ivo Vodseďálek, básník, výtvarník a podnikatel v cestovním ruchu († 19. září 2017[1])
- 12. srpna – Jiří Stránský, spisovatel, scenárista, dramatik, překladatel, básník († 29. května 2019)
- 22. srpna – Stanislav Sousedík, český katolický filozof
- 29. srpna – Jiří Srnec, divadelník, scénograf, režisér, výtvarník, hudební skladatel († 28. listopadu 2021)
- 30. srpna – Jaroslav Balátě, český vědec v oboru informatiky († 6. prosince 2012)
- 31. srpna – Václav Veber, historik († 24. května 2016)
- 10. září – Tomáš Klíma, americký lékař českého původu († 7. července 2022)
- 14. září
  - Pavel Blatný, klavírista, skladatel, muzikolog, dirigent a hudební pedagog († 20. ledna 2021)
  - Ivan Klíma, spisovatel
- 22. září
  - František Janouch, český a švédský jaderný fyzik († 12. ledna 2024)
  - Ladislav Fialka, herec-mim († 22. února 1991)
- 23. září – Jan Petr, český lingvista-slavista († 13. prosince 1989)
- 28. září – Jan Libíček, herec († 24. května 1974)
- 30. září – Štěpánka Haničincová, česká herečka, scenáristka, dramaturgyně a televizní moderátorka († 27. října 1999)
- 1. října – Jiří Suchý, divadelník, hudebník, básník, skladatel, spisovatel, filmař, výtvarník, divadelní režisér a sběratel
- 2. října
  - Richard Novák, český operní pěvec (bas), skladatel, varhaník
  - Josef Koníček, choreograf († 3. dubna 2010)
- 10. října – Jiří Andreska, lesník, myslivecký historik, muzejník, etnograf († 10. listopadu 1999)
- 11. října – Tomislav Volek, muzikolog
- 14. října – Sylva Kysilková, horolezkyně († 19. února 2013)
- 17. října
  - Romana Rotterová, grafička, sochařka, textilní výtvarnice a ilustrátorka († 30. srpna 2022)
  - Jiří Papež, herec († 3. dubna 2004)
- 23. října – Oto Ševčík, herec a režisér († 25. února 2003)
- 3. listopadu – Marie Stryjová, česká spisovatelka († 10. července 1977)
- 4. listopadu – Miroslav Zedníček, český římskokatolický teolog († 19. února 2012)
- 5. listopadu – Jan Švéda, reprezentant ve veslování, bronzová medaile na LOH 1960 († 14. prosince 2007)
- 7. listopadu – Jiří Vícha, český házenkář a trenér († 14. ledna 2013)
- 12. listopadu
  - Stanislav Lusk, reprezentant ve veslování, olympijský vítěz († 6. května 1987)
  - Josef Lamka, výtvarník, scenárista, režisér a animátor († 6. července 2009)
- 14. listopadu
  - Ctirad Kučera, jazykovědec a překladatel († 19. listopadu 2009)
  - Ladislav Lakomý, herec a divadelní pedagog († 11. dubna 2011)
- 15. listopadu – Zdeněk Hořínek, divadelní teoretik, dramaturg, dramatik a herec († 20. září 2014)
- 16. listopadu – Zdeněk Němeček, sochař († 18. prosince 1989)
- 19. listopadu – Bořivoj Srba, divadelní historik, teoretik a kritik, dramaturg a pedagog († 3. května 2014)
- 20. listopadu – Miroslav Dolejší, český politický vězeň a publicista († 26. června 2001)
- 21. listopadu – Jaroslav Rybka, český lékař – internista a diabetolog († 3. července 2018)
- 22. listopadu – Alena Chadimová, sportovní gymnastka a olympijská medailistka
- 24. listopadu – Zdeněk Mareš, prozaik
- 26. listopadu – Jaroslav Borovička, československý fotbalový reprezentant († 29. prosince 1992)
- 27. listopadu – Milan Horálek, ekonom, publicista a politik († 13. listopadu 2012)
- 30. listopadu – Radim Cvrček, režisér, scenárista a herec († 29. dubna 2004)
- 3. prosince – František Vaněk, československý hokejový reprezentant († 2. září 2020)
- 5. prosince – Ladislav Novák, československý fotbalový reprezentant († 21. března 2011)
- 6. prosince
  - Stanislav Kovář, malíř a textilní výtvarník († 11. ledna 2017)
  - Ivo Chlupáč, český geolog a paleontolog († 7. listopadu 2002)
- 8. prosince – Rudolf Komorous, český fagotista a hudební skladatel
- 9. prosince
  - František Makeš, český malíř, restaurátor a chemik († 16. ledna 2025)
  - Ladislav Smoljak, režisér, scenárista a herec († 6. června 2010)
- 10. prosince – Rita Klímová, ekonomka, disidentka a diplomatka († 30. prosince 1993)
- 13. prosince – Václav Konzal, paleoslovenista († 3. listopadu 2020)
- 14. prosince – Stanislav Fišer, český herec († 11. června 2022)
- 15. prosince – Evald Schorm, český filmový a divadelní režisér († 14. prosince 1988)
- 17. prosince – Mojmír Trávníček, literární kritik a editor († 8. července 2011)
- 18. prosince – Eva Bosáková, sportovní gymnastka, olympijská vítězka († 10. listopadu 1991)
- 22. prosince – Stanislav Reiniš, lékař a spisovatel v exilu († 7. července 2012)
- 31. prosince – Ivan Poledňák, hudební vědec († 5. října 2009)
- ? – Bohumil Kobliha, spisovatel († 24. června 2015)

### Svět

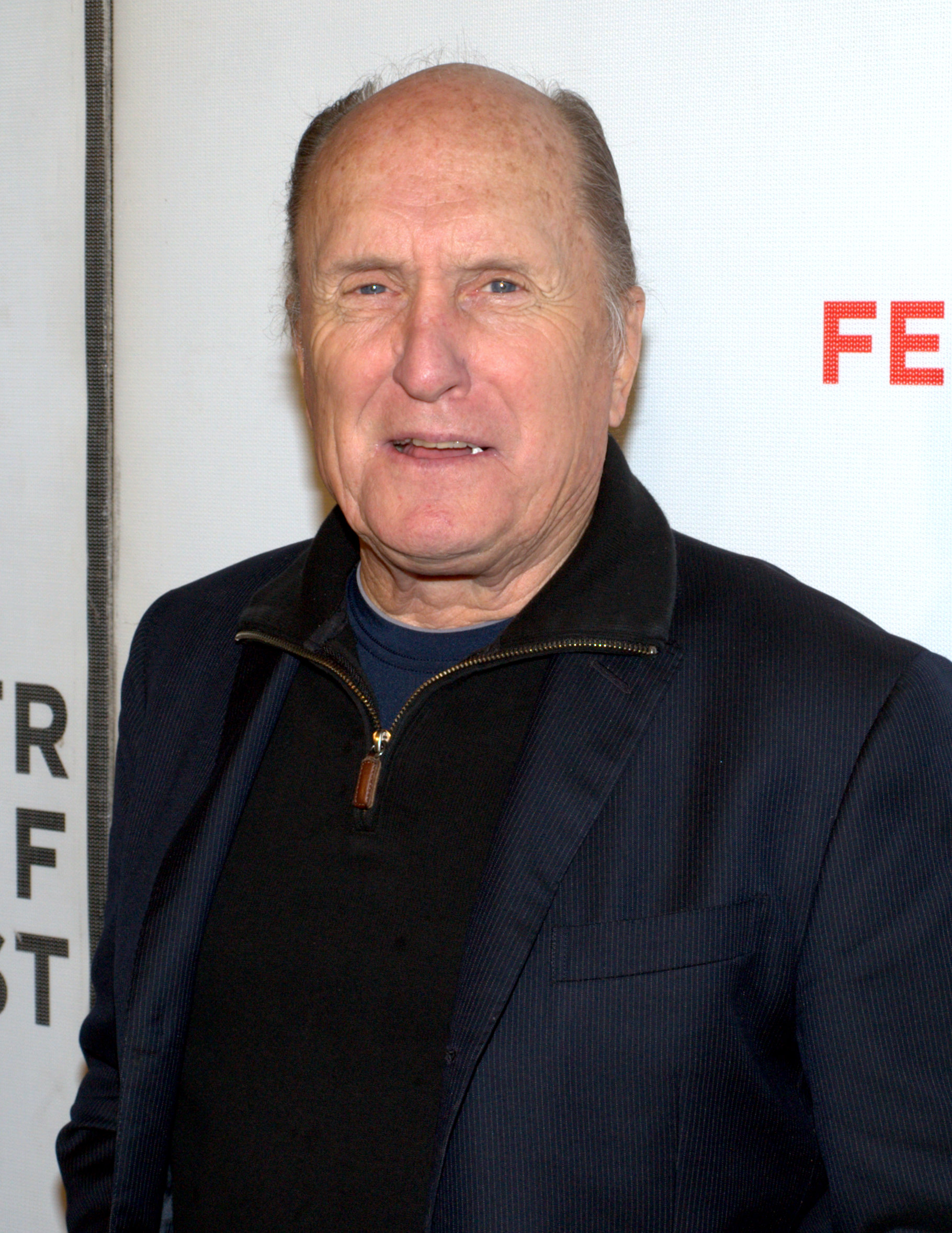
Robert Duvall (* 5. ledna)

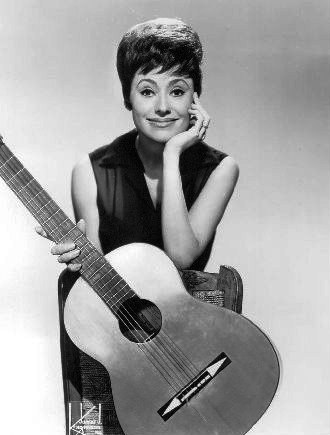
Caterina Valente (* 14. ledna)

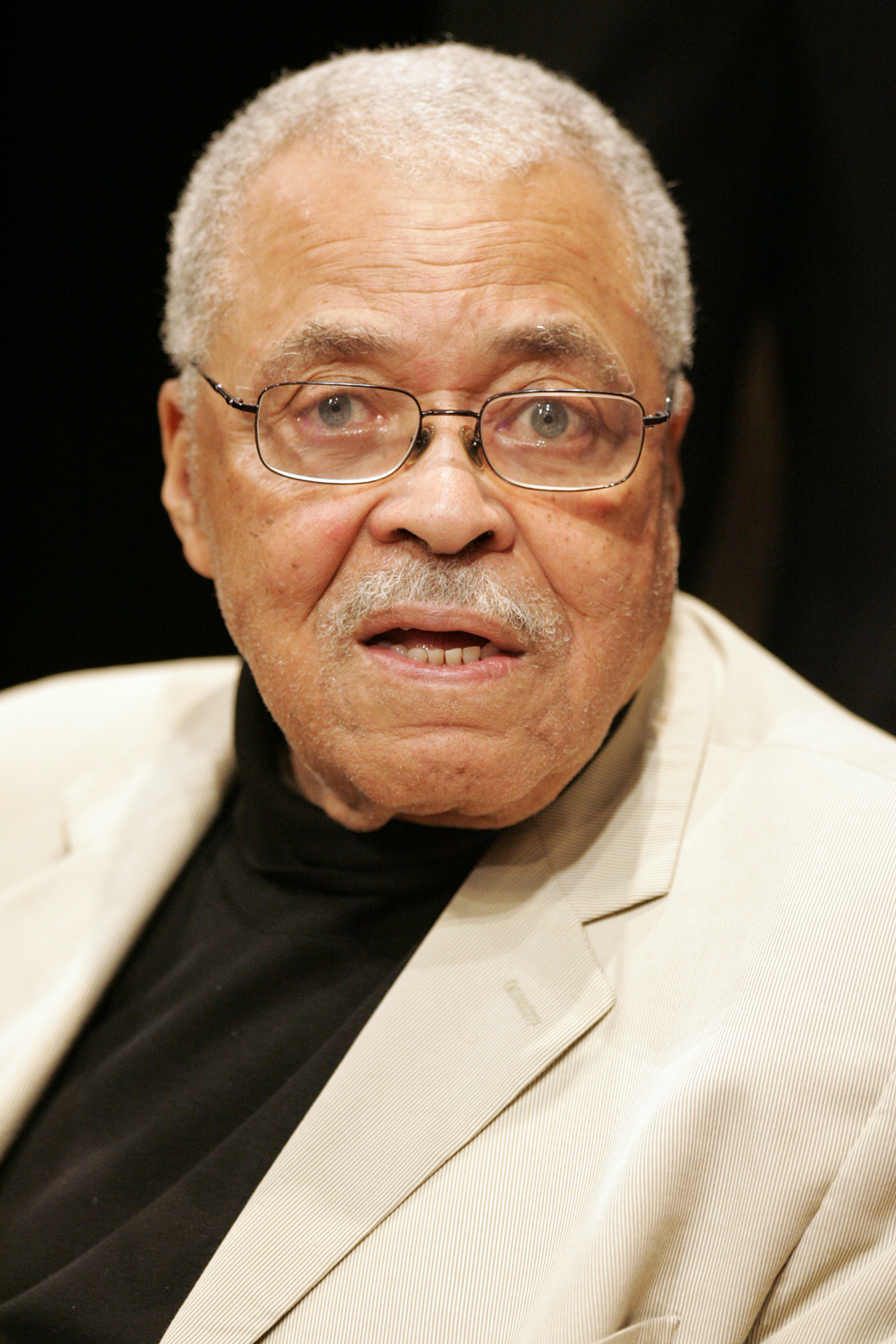
James Earl Jones (* 17. ledna)

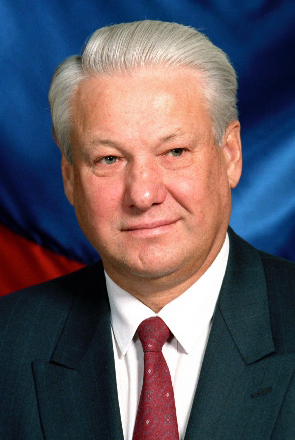
Boris Jelcin (* 1. února)

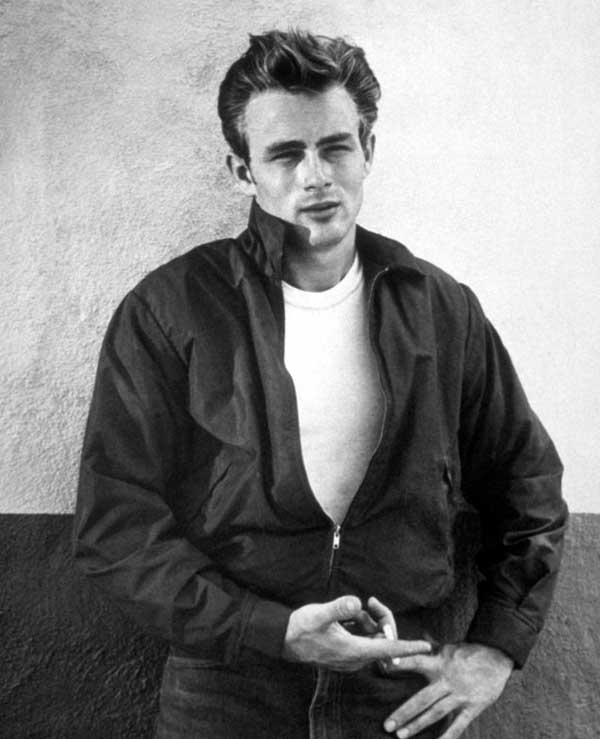
James Dean (* 8. února)

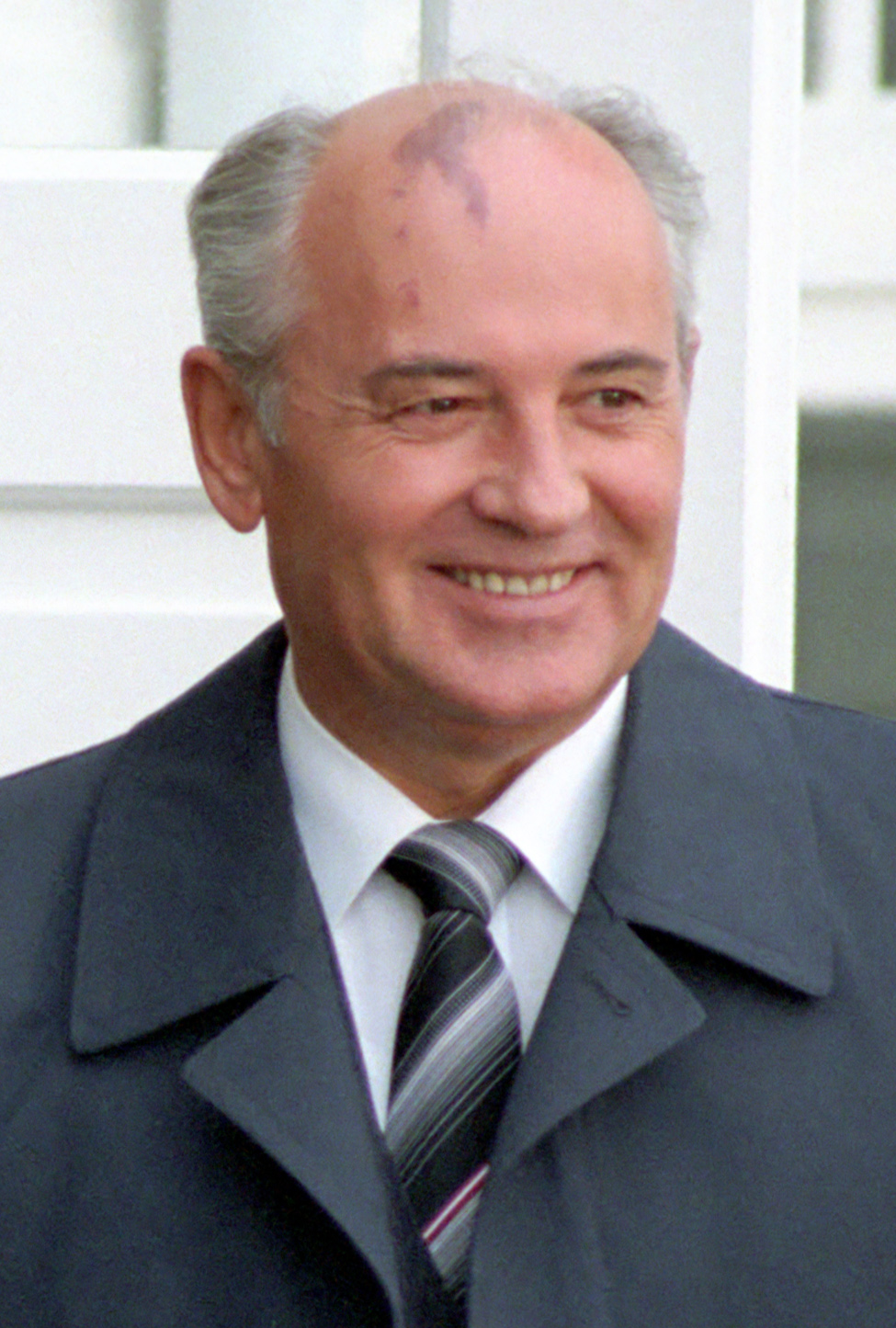
Michail Gorbačov (* 2. března)

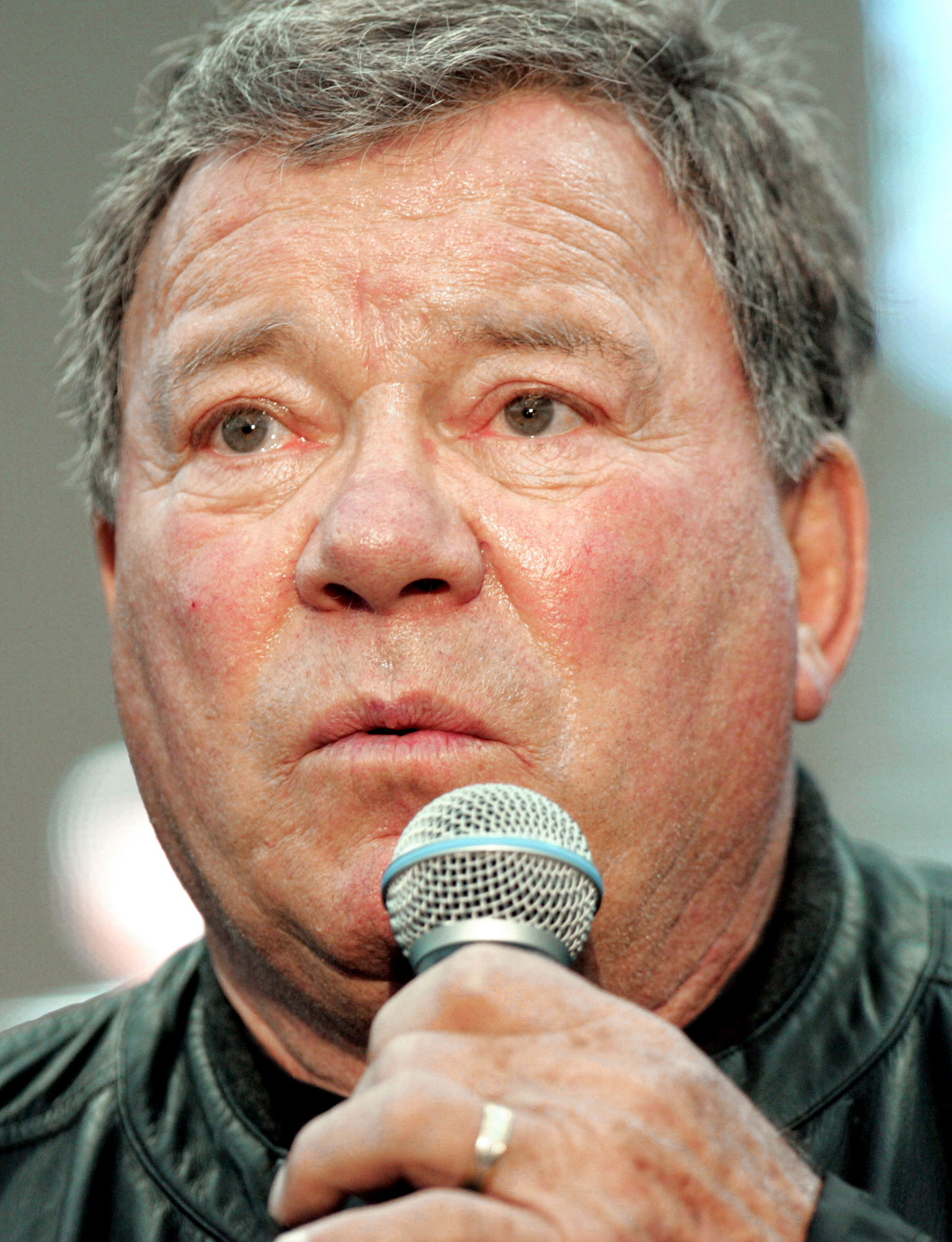
William Shatner (* 22. března)

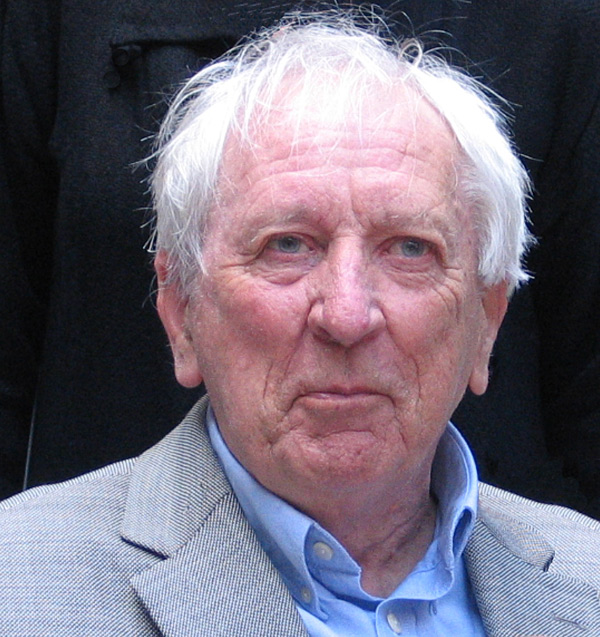
Tomas Tranströmer (* 15. dubna)

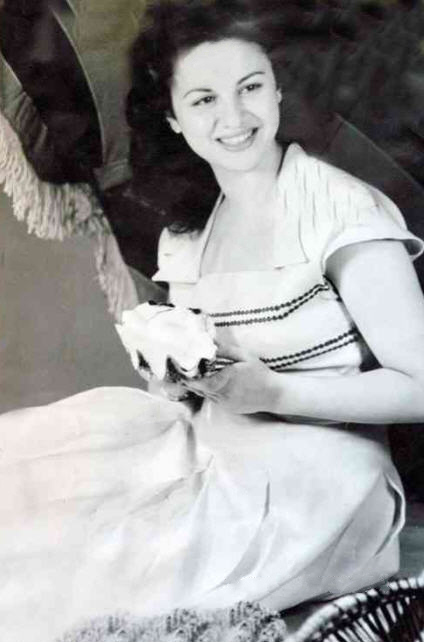
Faten Hamama (* 27. května)

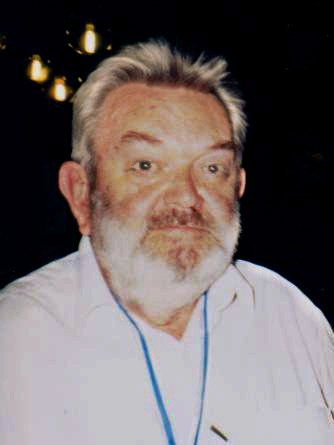
Martinus J. G. Veltman (* 27. června)

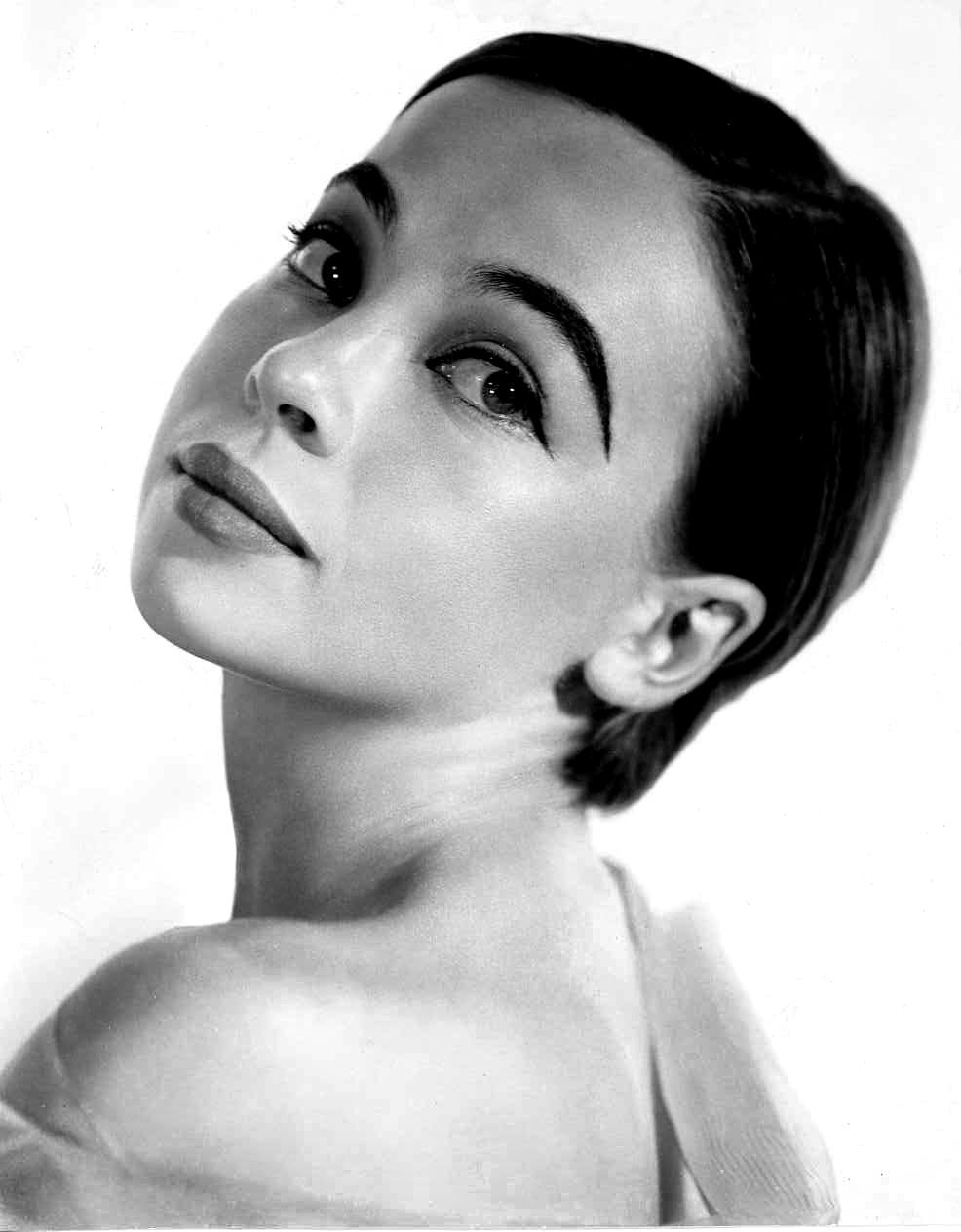
Leslie Caron (* 1. července)

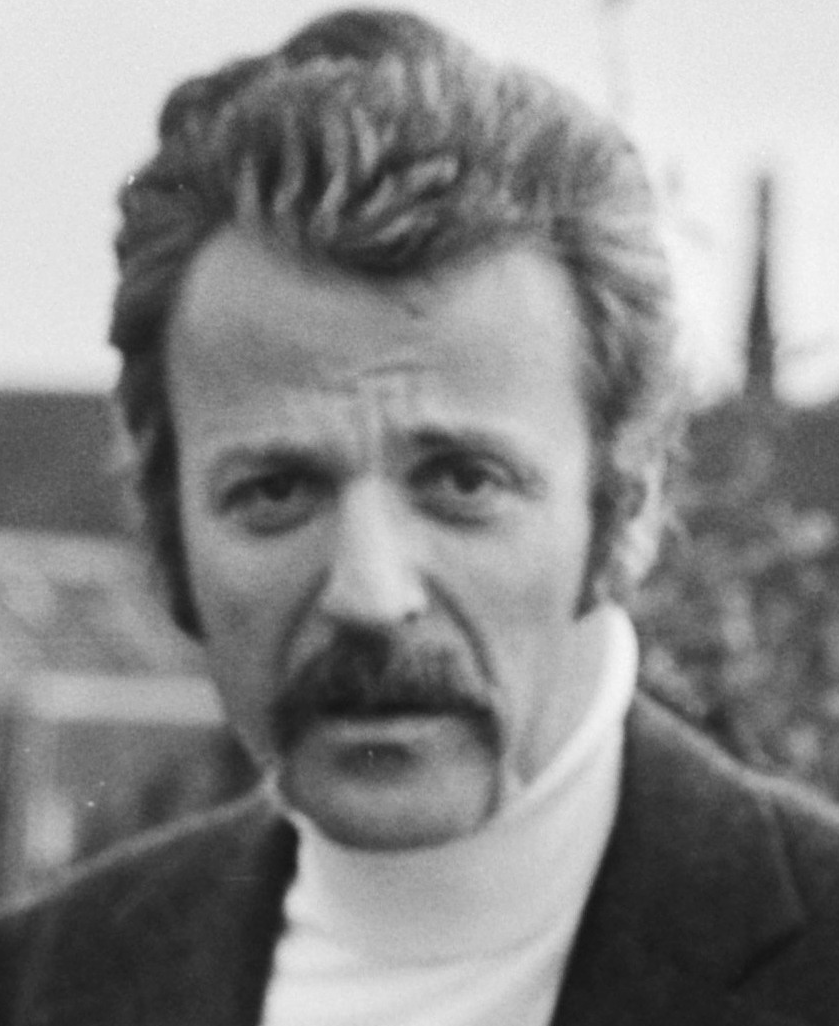
William Goldman (* 12. srpna)

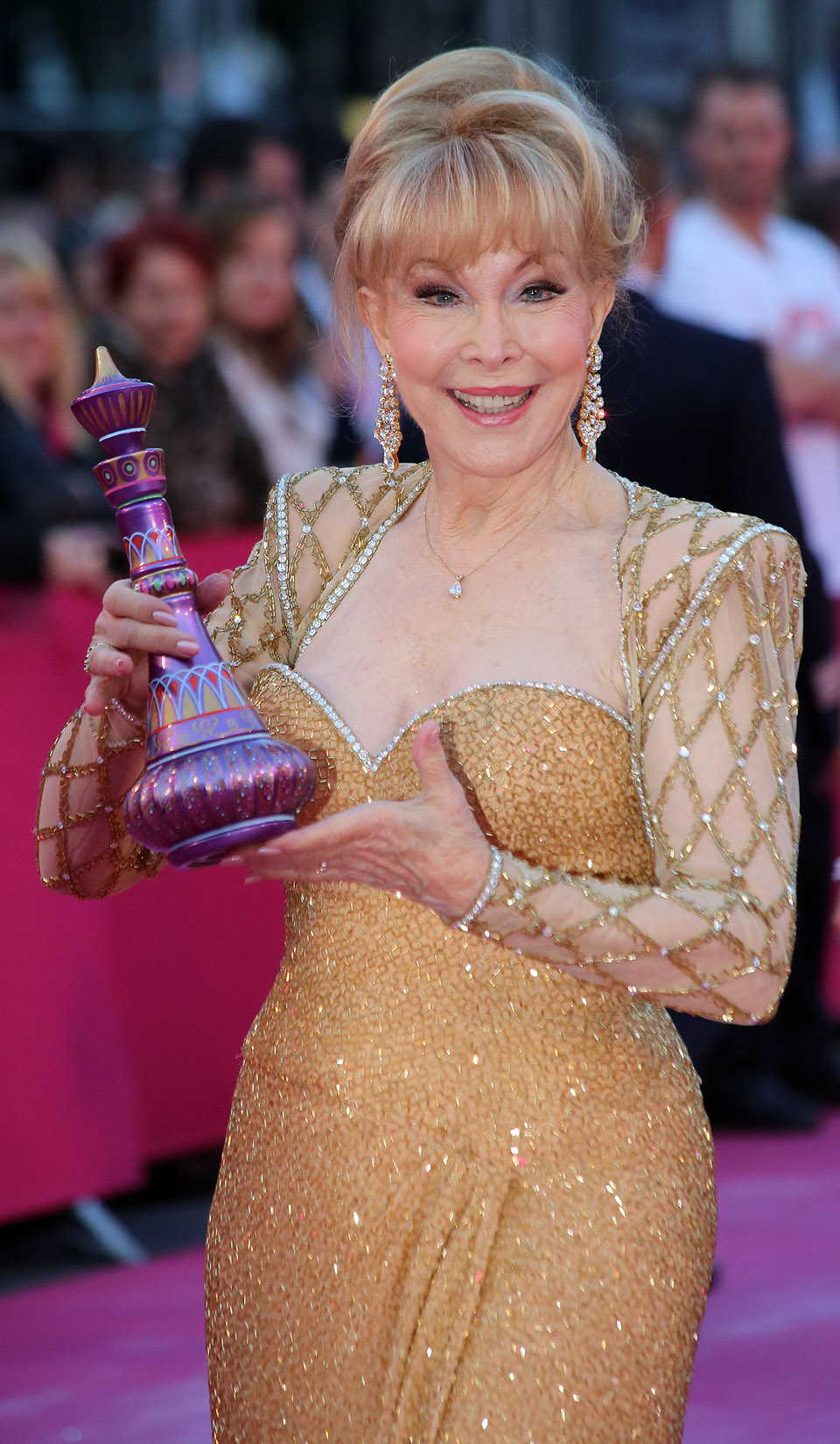
Barbara Eden (* 23. srpna)

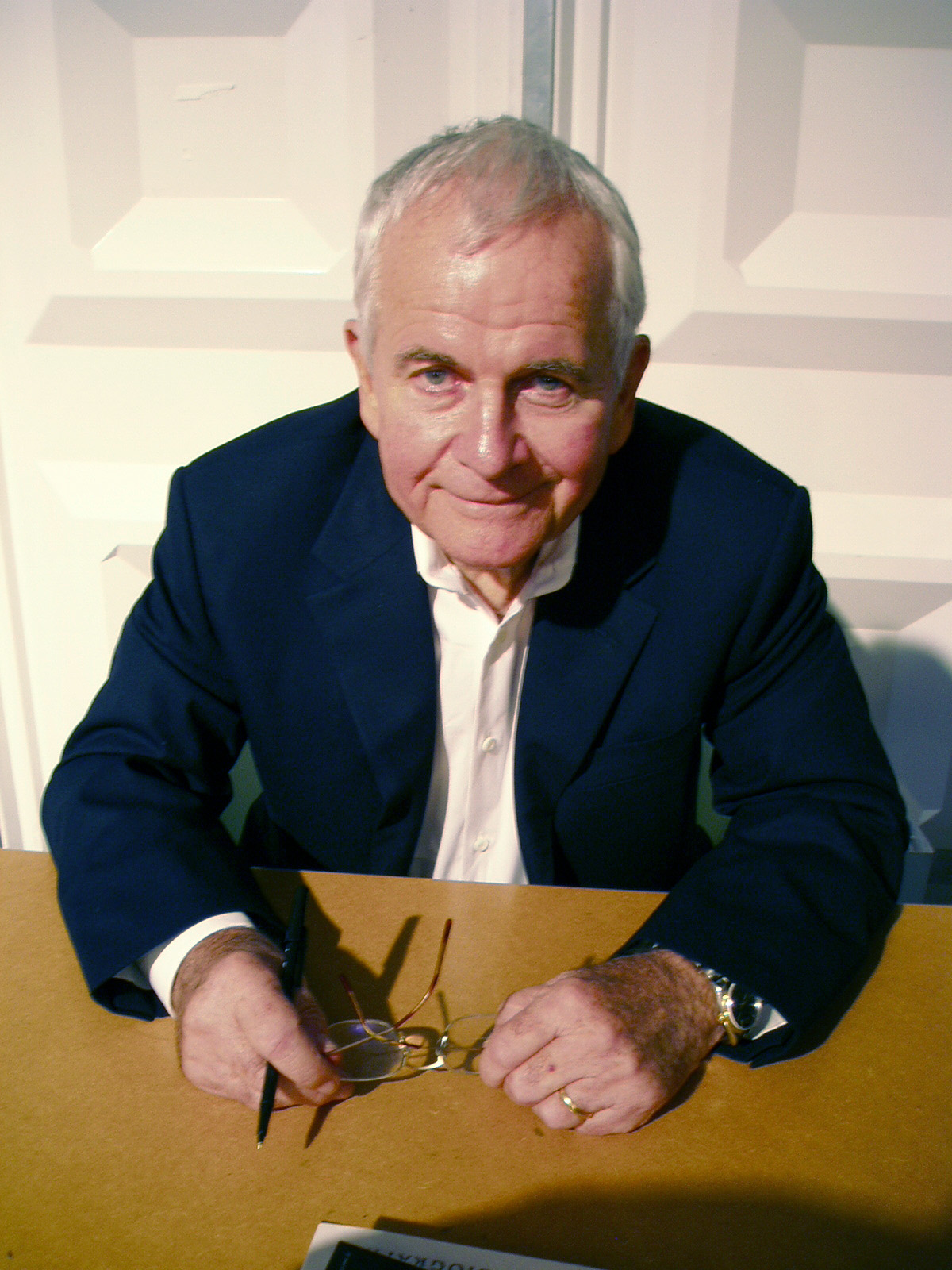
Ian Holm (* 12. září)

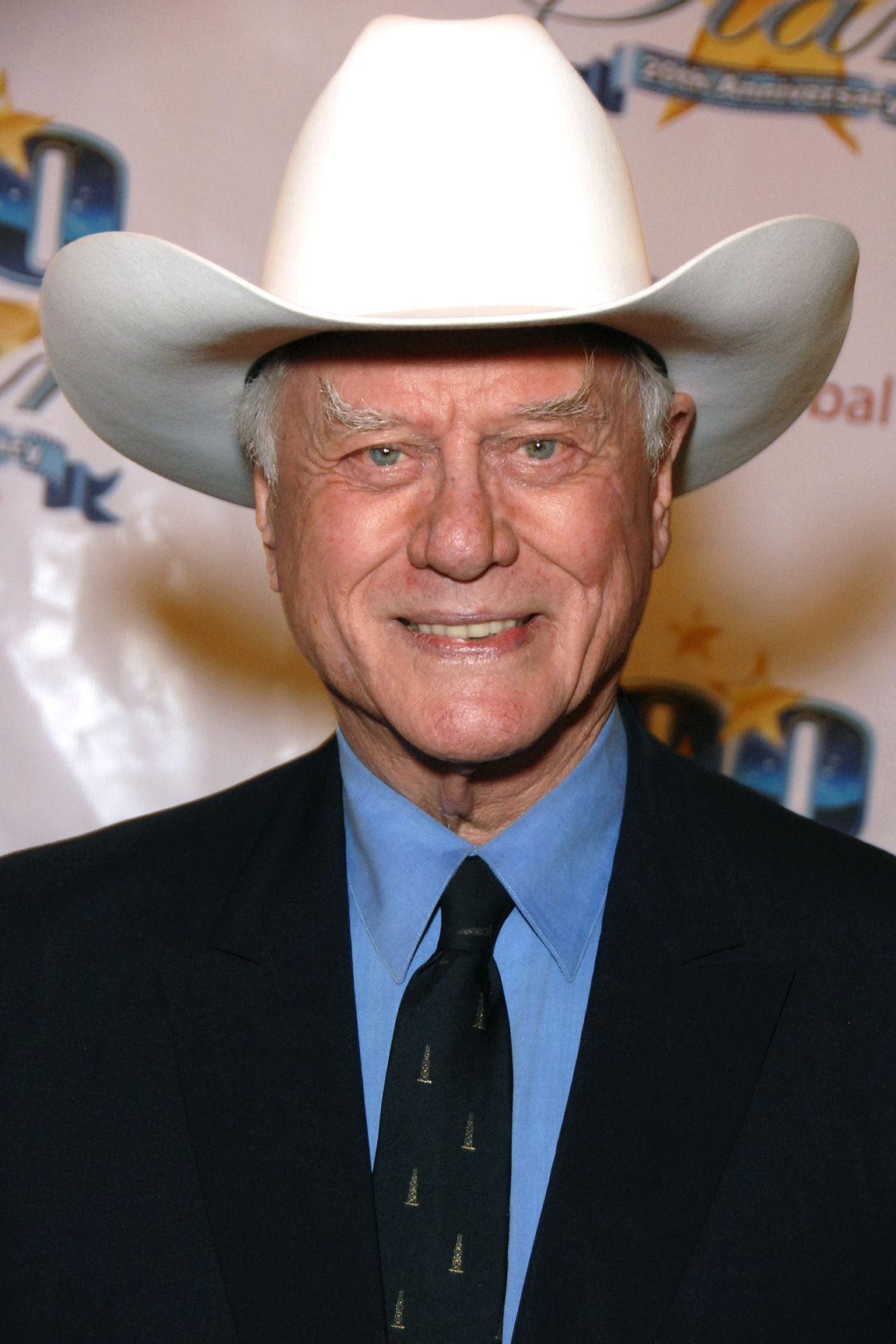
Larry Hagman (* 21. září)

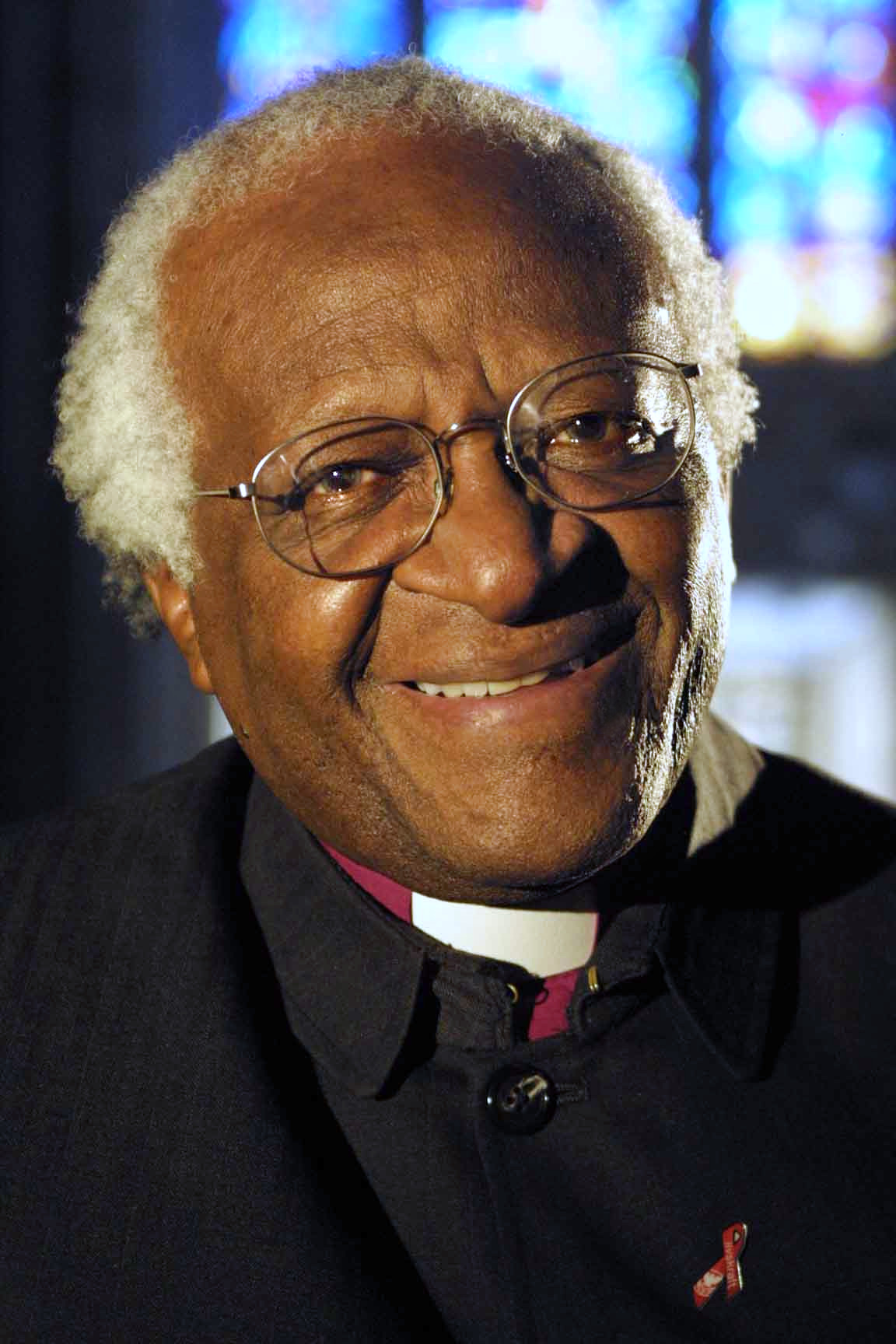
Desmond Tutu (* 7. října)

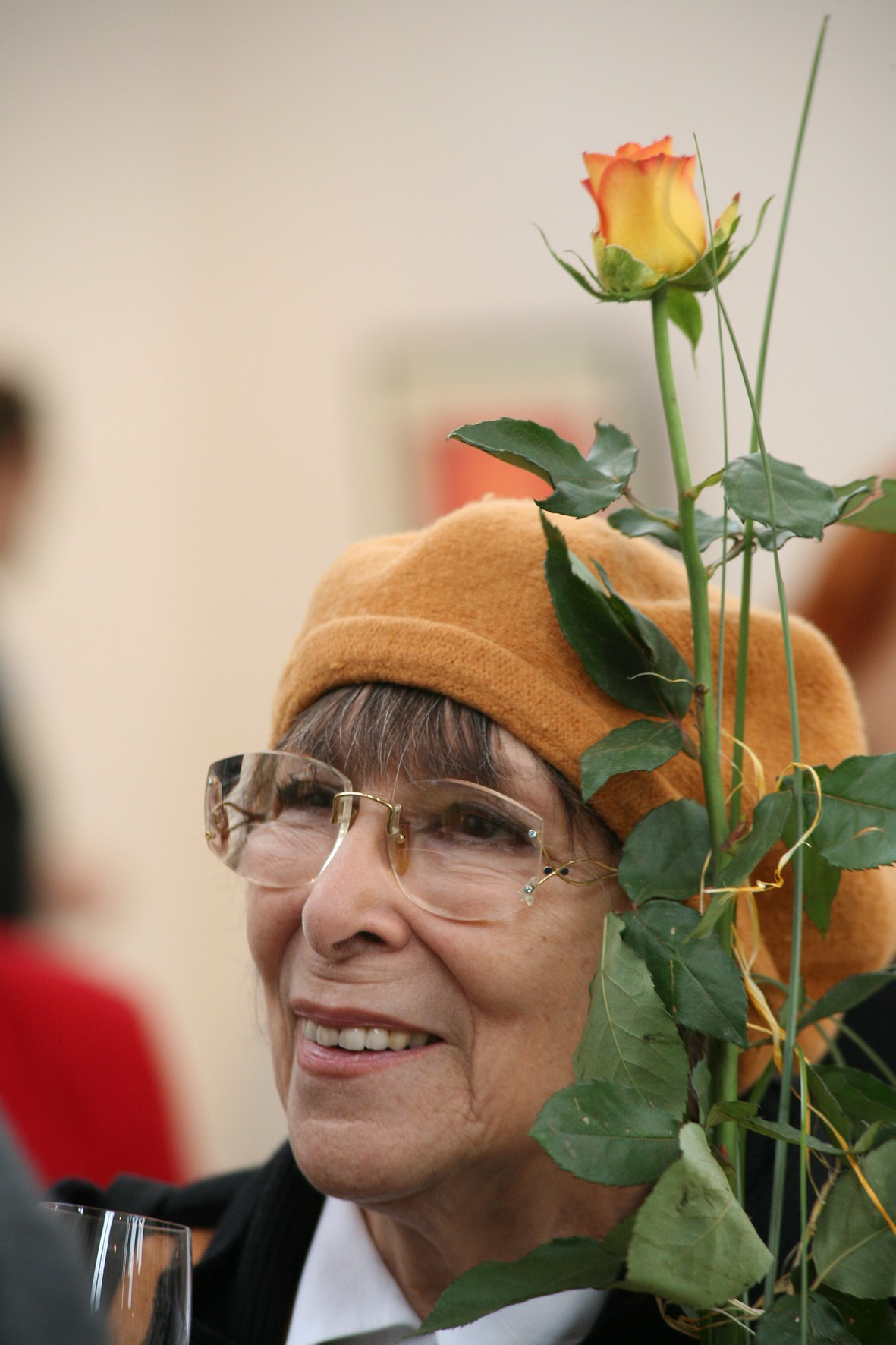
Hana Hegerová (* 20. října)

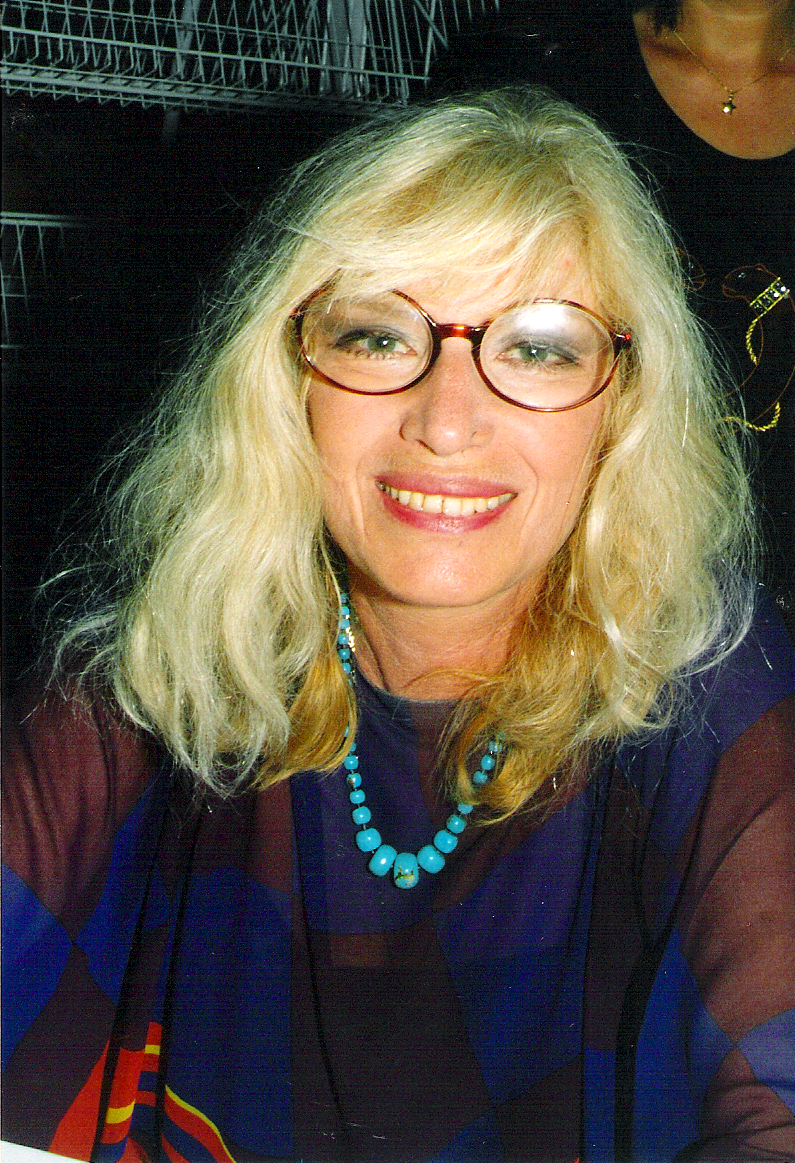
Monica Vitti (* 3. listopadu)

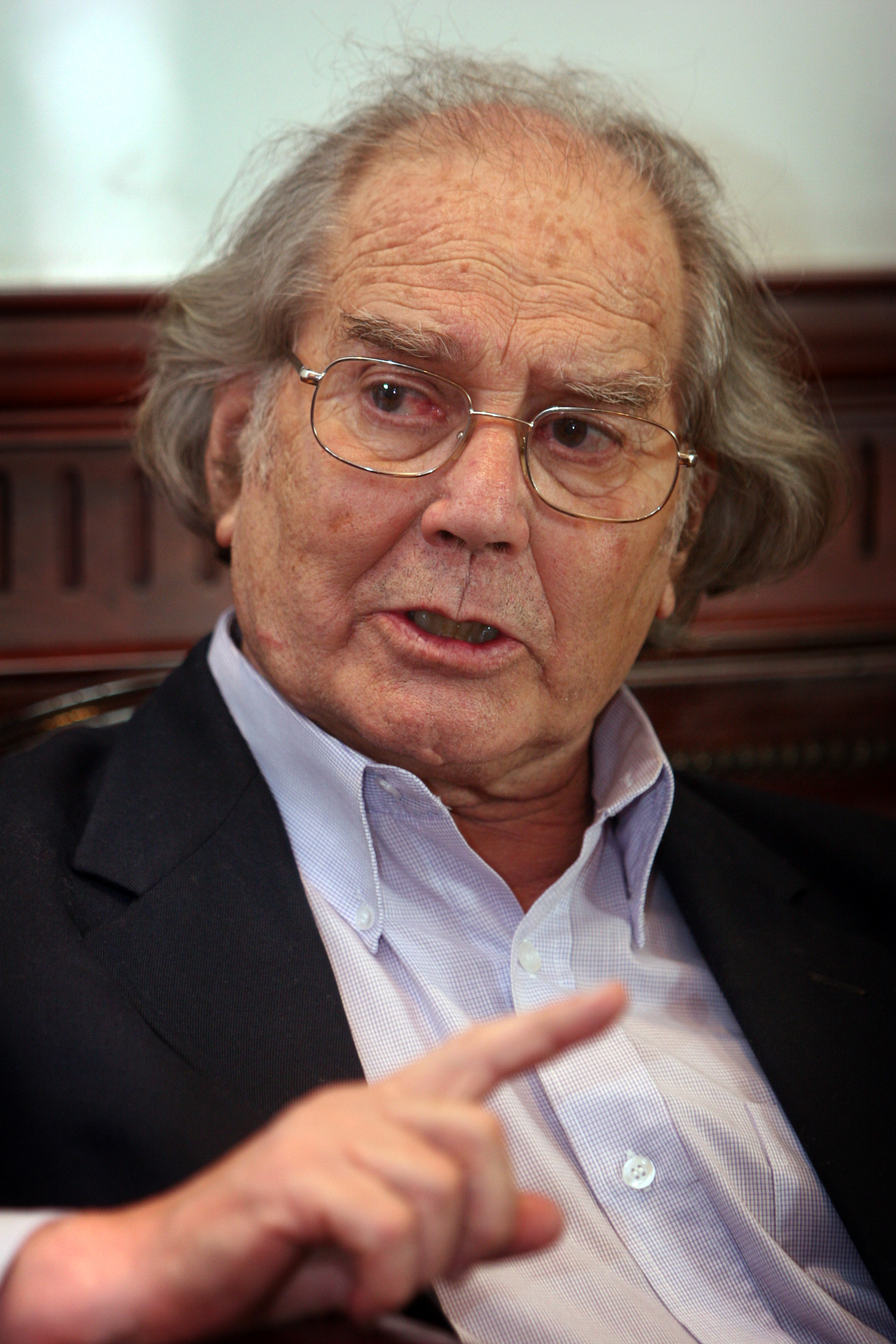
Adolfo Pérez Esquivel (* 26. listopadu)

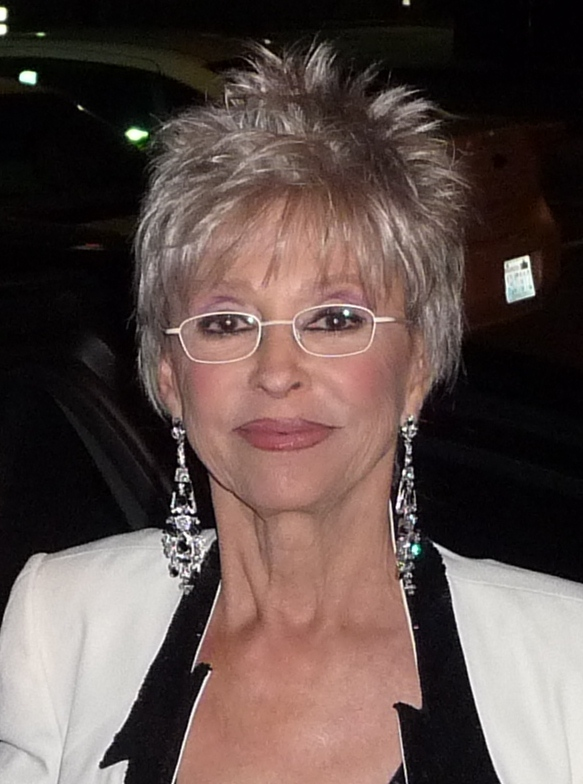
Rita Moreno (* 11. prosince)

- 2. ledna – Tošiki Kaifu, premiér Japonska († 9. ledna 2022)
- 4. ledna – William Deane, guvernér Austrálie
- 5. ledna
  - Alfred Brendel, rakousko-britský klavírista († 17. června 2025)
  - Walt Davis, americký olympijský vítěz ve skoku do výšky († 17. listopadu 2020)
  - Robert Duvall, americký herec a režisér
  - Dizzy Reece, jamajský jazzový trumpetista
- 6. ledna
  - Edgar Lawrence Doctorow, americký spisovatel († 21. července 2015)
  - Dickie Moore, kanadský lední hokejista † 19. prosince 2015)
- 7. ledna – Pierina Morosini, italská mučednice, blahoslavená († 6. dubna 1957)
- 8. ledna – Chuck Metcalf, americký jazzový kontrabasista a skladatel († 11. ledna 2012)
- 11. ledna – Milan Peťovský, slovenský kameraman a filmový režisér († 19. září 2000)
- 13. ledna – Elias Menachem Stein, americký matematik († 23. prosince 2018)
- 14. ledna – Manuel Galbán, kubánský kytarista a zpěvák († 7. července 2011)
- 15. ledna – Alan Scholefield, jihoafrický spisovatel († 26. října 2017)
- 16. ledna – Johannes Rau, osmý prezident Spolkové republiky Německo († 27. ledna 2006)
- 17. ledna – James Earl Jones, americký herec († 9. září 2024)
- 18. ledna – Čon Tu-hwan, prezident Jižní Koreje († 23. listopadu 2021)
- 19. ledna – Horace Parlan, americký jazzový klavírista († 23. února 2017)
- 20. ledna – David Morris Lee, americký fyzik Nobelova cena za fyziku1996
- 22. ledna
  - Galina Zybinová, sovětská olympijská vítězka ve vrhu koulí († 10. srpna 2024)
  - Sam Cooke, americký písničkář, král soulu († 11. prosince 1964)
- 24. ledna – Lars Hörmander, švédský matematik († 25. listopadu 2012)
- 25. ledna
  - Stig Anderson, švédský textař, manažer skupiny ABBA († 12. září 1997)
  - Paavo Haavikko, finský básník a dramatik († 6. října 2008)
- 26. ledna – Bernard Panafieu, francouzský kněz, arcibiskup Marseille, kardinál († 12. listopadu 2017)
- 28. ledna – Lucia Bosè, italská herečka († 23. března 2020)
- 29. ledna – Ferenc Mádl, druhý prezident Maďarska († 29. května 2011)
- 1. února
  - Boris Jelcin, první prezident Ruské federace († 23. dubna 2007)
  - Madeleine Berthodová, švýcarská alpská lyžařka
- 2. února – Dries van Agt, premiér Nizozemska († 5. února 2024)
- 3. února – Libor Ebringer, slovenský mikrobiolog († 11. května 2015)
- 4. února – Isabel Martínez de Perón, prezidentka Argentiny
- 6. února – Ricardo Jamin Vidal, filipínský kardinál († 18. října 2017)
- 7. února – Pierre Chambon, francouzský genetik
- 8. února – James Dean, americký filmový a televizní herec († 30. září 1955)
- 9. února – Thomas Bernhard, rakouský spisovatel a dramatik († 12. února 1989)
- 12. února
  - Janwillem van de Wetering, nizozemský spisovatel († 4. července 2008)
  - Agustín García-Gasco y Vicente, španělský kardinál († 1. května 2011)
- 14. února
  - Margarita Lozanová, španělská herečka († 7. února 2022)
  - Bernie Geoffrion, kanadský profesionální hokejista († 11. března 2006)
- 16. února – Alfred Kolleritsch, rakouský spisovatel a básník († 29. května 2020)
- 17. února – Ján Hanák, slovenský scénograf a malíř († 29. srpna 2015)
- 18. února
  - Toni Morrisonová, americká spisovatelka, nositelka Nobelovy ceny za literaturu († 5. srpna 2019)
  - Marat Nikolajevič Tiščenko, ruský letecký konstruktér († 13. března 2015)
- 19. února – Camillo Ruini, generální vikář Říma, kardinál
- 20. února – John Milnor, americký matematik
- 24. února – Uri Orlev, polsko-izraelský autor literatury pro děti a mládež († 25. července 2022)
- 25. února – Viola Farber, americká choreografka a tanečnice († 24. prosince 1998)
- 26. února – Claude Piron, belgický/švýcarský lingvista, psycholog, spisovatel a esperantista († 22. ledna 2008)
- 1. března – Lamberto Dini, premiér Itálie
- 2. března
  - Michail Sergejevič Gorbačov, vůdce Sovětského svazu († 30. srpna 2022)
  - Tom Wolfe, americký novinář a spisovatel († 14. května 2018)
- 4. března
  - Gwilym Prichard, velšský malíř († 7. června 2015)
  - William Henry Keeler, americký kněz, arcibiskup Baltimore, kardinál († 23. března 2017)
- 8. března – Neil Postman, americký mediální teoretik, kulturní kritik († 5. října 2003)
- 11. března – Rupert Murdoch, australský mediální magnát
- 15. března – D. J. Fontana, americký bubeník († 13. června 2018)
- 16. března
  - Elliott Belgrave, generální guvernér Barbadosu
  - Theo Altmeyer, německý tenorista († 28. července 2007)
- 19. března – Emma Andijevská, ukrajinská básnířka spisovatelka a malířka
- 22. března
  - Burton Richter, americký fyzik, Nobelova cena za fyziku, nositel Nobelovy ceny († 18. července 2018)
  - William Shatner, kanadský herec
  - Rodion Azarkhin, ruský kontrabasista († 26. března 2007)
- 23. března
  - Viktor Korčnoj, sovětský a švýcarský šachový velmistr († 6. června 2016)
  - Jerzy Krzysztoń, polský prozaik, dramatik, reportér a překladatel († 16. května 1982)
  - Jevgenij Grišin, sovětský rychlobruslař, olympijský vítěz († 9. července 2005)
  - Jevdokija Mekšilo, sovětská běžkyně na lyžích, olympijská vítězka († 16. ledna 2013)
- 25. března
  - Paul Motian, americký jazzový bubeník a skladatel († 22. listopadu 2011)
  - Riz Ortolani, italský filmový hudební skladatel († 23. ledna 2014)
  - Bohumil Golián, československý volejbalista († 11. ledna 2012)
- 26. března – Leonard Nimoy, americký herec, filmový režisér, básník a fotograf († 27. února 2015)
- 27. března – Anton Šulík, slovenský herec († 11. ledna 1999)
- 29. března – Alexej Alexandrovič Gubarev, sovětský vojenský letec a kosmonaut († 21. února 2015)
- 31. března
  - Július Krempaský, slovenský fyzik († 6. prosince 2019)
  - Tamara Tyškevičová, sovětská olympijská vítězka ve vrhu koulí († 27. prosince 1997)
- 1. dubna
  - Rolf Hochhuth, německý spisovatel († 13. května 2020)
  - Ladislav Kačáni, slovenský fotbalista a československý reprezentant († 5. února 2018)
- 3. dubna – Gil Robbins, americký herec a folkový hudebník († 5. dubna 2011)
- 4. dubna – Jake Hanna, americký jazzový bubeník († 12. února 2010)
- 5. dubna – Jack Clement, americký zpěvák, hudební skladatel a producent († 8. srpna 2013)
- 7. dubna
  - Tony Conran, velšský básník a překladatel († 14. ledna 2013)
  - Donald Barthelme, americký spisovatel († 23. července 1989)
- 11. dubna – Sergio Sebastiani, italský kardinál († 16. ledna 2024)
- 12. dubna – Miroslav Bázlik, slovenský hudební skladatel a klavírista († 29. srpna 2024)
- 14. dubna – Friedrich-Wilhelm Möller, německý designér nábytku a bytový architekt († 23. června 1996)
- 15. dubna
  - Tomas Tranströmer, švédský spisovatel, překladatel a psycholog, Nobelova cena 2011 († 26. března 2015)
  - Jicchak Zamir, soudce Nejvyššího soudu a generální prokurátor Izraele
- 17. dubna – David Axelrod, americký zpěvák a skladatel († 5. února 2017)
- 19. dubna – Frederick Brooks, americký informatik († 17. listopadu 2022)
- 27. dubna – Glyn Jones, jihoafrický spisovatel, scenárista a herec († 2. dubna 2014)
- 29. dubna – Lonnie Donegan, britský zpěvák, skladatel a hudebník († 3. listopadu 2002)
- 30. dubna – Adriana Asti, italská herečka a dabérka († 31. července 2025)
- 1. května – Ira Sullivan, americký jazzový trumpetista a multiinstrumentalista († 21. září 2020)
- 2. května – Richard Holmes, americký jazzový varhaník († 29. června 1991)
- 3. května
  - Aldo Rossi, italský architekt († 4. září 1997)
  - Hirokazu Kanazawa, japonský instruktor Šótókan karate († 8. prosince 2019)
  - Vasilij Ruděnkov, sovětský olympijský vítěz v hodu kladivem († 2. listopadu 1982)
- 4. května – Richard Williams, americký jazzový trumpetista († 4. listopadu 1985)
- 7. května – Gene Wolfe, americký autor science fiction († 14. dubna 2019)
- 9. května – Vance Brand, americký letecký inženýr, zkušební pilot a kosmonaut
- 13. května – Jim Jones, zakladatel sekty Chrám lidu († 18. listopadu 1978)
- 14. května – Alvin Lucier, americký hudební skladatel († 1. prosince 2021)
- 17. května
  - Alfred Kučevskij, sovětský hokejový reprezentant († 15. května 2000)
  - Jackie McLean, americký jazzový altsaxofonista († 31. března 2006)
  - Dewey Redman, americký jazzový saxofonista a skladatel († 2. září 2006)
  - Georg Zundel, německý fyzikální chemik († 11. března 2007)
- 19. května
  - Alfred Schmidt, německý filozof († 28. srpna 2012)
  - David Wilkerson, americký křesťanský kazatel a spisovatel († 27. dubna 2011)
- 22. května – Tadeusz Andrzej Zieliński, polský muzikolog, hudební kritik a spisovatel († 25. února 2012)
- 24. května – Gabriel Altmann, německý lingvista († 2. března 2020)
- 25. května – Georgij Grečko, sovětský kosmonaut († 8. dubna 2017)
- 26. května – Sven Delblanc, švédský spisovatel († 15. prosince 1992)
- 27. května – Fátin Hamámaová, egyptská filmová producentka a herečka († 17. ledna 2015)
- 30. května – Vizma Belševica, lotyšská spisovatelka († 6. srpna 2005)
- 31. května
  - Cvi Hecker, izraelský architekt polského původu († 24. září 2023)
  - John Robert Schrieffer, americký fyzik, Nobelova cena za fyziku 1972 († 27. července 2019)
- 3. června
  - Raúl Castro, prezident Kuby
  - Lindy Remigino, americký atlet, sprinter, dvojnásobný olympijský vítěz († 11. července 2018)
  - Anton Moravčík, československý fotbalový reprezentant († 12. prosince 1996)
- 4. června – Miroslav Abrahám, slovenský ekonom a diplomat († 10. ledna 2007)
- 6. června – Kiki Dimoula, řecká básnířka († 22. února 2020)
- 7. června – Magda Paveleková, slovenská herečka († 20. července 2015)
- 10. června – João Gilberto, brazilský zpěvák a kytarista († 6. července 2019)
- 13. června – Irvin Yalom, americký psycholog a spisovatel
- 18. června – Fernando Henrique Cardoso, prezident Brazílie
- 23. června – Ola Ullsten, premiér Švédska († 28. května 2018)
- 25. června – Višvanat Pratap Singh, premiér Indie († 27. listopadu 2008)
- 26. června – Colin Wilson, britský spisovatel, filozof († 5. prosince 2013)
- 27. června – Martinus J. G. Veltman, nizozemský teoretický fyzik, Nobelova cena za fyziku 1999 († 4. ledna 2021)
- 28. června – Geraldo Mattos, brazilský spisovatel († 23. března 2014)
- 29. června – Jorge Edwards, chilský diplomat a spisovatel († 17. března 2023)
- 30. června – Andrew Hill, americký jazzový klavírista a skladatel († 20. dubna 2007)
- 1. července – Leslie Caronová, francouzská herečka a tanečnice
- 6. července – Aloyzas Sakalas, litevský fyzik, politik († 18. července 2022)
- 7. července – David Eddings, americký spisovatel fantasy († 2. června 2009)
- 9. července – Thorvald Stoltenberg, norský politik († 13. července 2018)
- 10. července
  - Alice Munroová, kanadská spisovatelka, nositelka Nobelovy ceny za literaturu († 13. května 2024)
  - Ivan Rajniak, slovenský herec († 23. února 1999)
- 14. července – Robert Stephens, britský filmový a divadelní herec († 12. srpna 1995)
- 17. července – Pavel Hoffmann, slovenský ekonom a československý politik
- 18. července – Jurij Mazurok, ruský operní pěvec (baryton) († 1. dubna 2006)
- 21. července
  - Plas Johnson, americký jazzový saxofonista
  - Sonny Clark, americký jazzový klavírista († 13. ledna 1963)
- 23. července – Arata Isozaki, japonský architekt († 29. prosince 2022)
- 24. července
  - Ermanno Olmi, italský režisér, scenárista, střihač, kameraman, producent a scénograf († 5. května 2018)
  - Éric Tabarly, francouzský námořník a jachtař († 14. června 1998)
- 31. července
  - Nick Bollettieri, americký tenisový trenér († 4. prosince 2022)
  - Kenny Burrell, americký jazzový kytarista a skladatel
- 1. srpna
  - Ramblin' Jack Elliott, americký zpěvák a kytarista
  - Harold Connolly, americký atlet, olympijský vítěz v hodu kladivem († 18. srpna 2010)
  - Lloyd Brevett, jamajský kontrabasista († 3. května 2012)
  - Eliáš Galajda, slovenský spisovatel a básník ukrajinské národnosti († 10. srpna 2017)
- 2. srpna – Viliam Schrojf, slovenský fotbalový brankář, reprezentant Československa († 1. září 2007)
- 4. srpna – Paul Avrich, americký historik († 16. února 2006)
- 8. srpna – Roger Penrose, anglický teoretický fyzik
- 9. srpna – Mário Zagallo, brazilský fotbalista († 5. ledna 2024)
- 11. srpna
  - Genrich Sidorenkov, sovětský reprezentační hokejový obránce († 5. ledna 1990)
  - Martin Hollý, slovenský filmový a televizní režisér a scenárista († 18. března 2004)
- 12. srpna – William Goldman, americký spisovatel († 16. listopadu 2018)
- 13. srpna – Norman Read, novozélandský olympijský vítěz v chůzi na 50 km z roku 1956 († 22. května 1994)
- 15. srpna – Richard F. Heck, americký chemik, Nobelova cenu za chemii 2010 († 10. října 2015)
- 20. srpna – Frank Capp, americký jazzový bubeník († 12. září 2017)
- 25. srpna – Cecil Dale Andrus, americký politik a ministr vnitra († 24. srpna 2017)
- 27. srpna
  - Šrí Činmoj, indicko-americký myslitel a duchovní učitel († 11. října 2007)
  - Sven Tumba Johansson, švédský hokejista († 1. října 2011)
- 29. srpna – Manolo Escobar, španělský zpěvák († 24. října 2013)
- 30. srpna – John Swigert, americký vojenský letec a astronaut († 27. prosince 1982)
- 31. srpna – Jean Béliveau, kanadský lední hokejista († 2. prosince 2014)
- 1. září
  - Friedrich Kurrent, rakouský architekt  († 10. ledna 2022)
  - Michael O. Rabin, izraelský informatik
  - Willie Ruff, americký hudebník († 24. prosince 2023)
  - Martin Stade, německý spisovatel († 11. prosince 2018)
- 2. září – Clifford Jordan, americký jazzový saxofonista († 27. března 1993)
- 3. září
  - Fritz J. Raddatz, německý spisovatel, novinář a literární kritik († 26. února 2015)
  - Michael Fisher, anglicky fyzik († 26. listopadu 2021)
  - Samir Amin, egyptský marxistický ekonom († 12. srpna 2018)
- 4. září
  - Anthony de Mello, indický kněz, psychoterapeut a spisovatel († 2. června 1987)
  - Jack E. Boucher, americký fotograf architektury († 2. září 2012)
- 5. září
  - Amnon Rubinstein, ministr školství Izraele († 18. ledna 2024)
  - Richie Powell, americký jazzový klavírista († 26. června 1956)
- 8. září – Marion Brown, americký jazzový altsaxofonista († 18. října 2010)
- 12. září
  - Ian Holm, britský herec († 19. června 2020)
  - Silvia Pinalová, mexická herečka a politička († 28. listopadu 2024)
  - George Jones, americký country zpěvák († 26. dubna 2013)
- 13. září
  - Jakob Beck, mistr bojových umění srbského původu († 2. dubna 2021)
  - Marjorie Jacksonová, australská sprinterka, dvojnásobná olympijská vítězka
- 16. září – Tadeusz Gocłowski, arcibiskup gdaňský († 3. května 2016)
- 17. září
  - Jean-Claude Carrière, francouzský scenárista, herec a režisér († 8. února 2021)
  - Anne Bancroftová, americká herečka († 6. června 2005)
- 19. září – Márta Mészárosová, maďarská filmová režisérka
- 20. září – Chaja Hararit, izraelská herečka († 3. února 2021)
- 21. září
  - Eduard Grečner, slovenský filmový scenárista a režisér
  - Larry Hagman, americký herec († 23. listopadu 2012)
- 22. září – Fay Weldonová, anglická spisovatelka, esejistka a dramatička († 4. ledna 2023)
- 24. září
  - Anthony Newley, anglický herec, zpěvák a textař († 14. dubna 1999)
  - Medardo Joseph Mazombwe, zambijský kněz, arcibiskup Lusaky, kardinál († 29. srpna 2013)
- 26. září – Marína Čeretková-Gállová, slovenská spisovatelka († 22. října 2017)
- 29. září
  - Anita Ekbergová, švédská herečka († 11. ledna 2015)
  - James Watson Cronin, americký jaderný fyzik, Nobelova cena za fyziku 1980 († 25. srpna 2016)
- 1. října – Mirjam Zohar, izraelská divadelní herečka
- 4. října – Richard Rorty, americký filozof († 8. června 2007)
- 6. října
  - Riccardo Giacconi, americko-italský astrofyzik, nositel Nobelovy ceny za fyziku († 9. prosince 2018)
  - Andrej Rimko, slovenský herec († 2. ledna 2006)
- 7. října
  - Desmond Tutu, jihoafrický anglikánský arcibiskup, Nobelova cena míru 1984 († 26. prosince 2021)
  - Štefan Babjak, slovenský operní pěvec († 27. dubna 2008)
- 8. října – Andreas Molterer, rakouský sjezdař († 25. října 2023)
- 9. října – Pavol Hrivnák, slovenský ekonom, poslední komunistický předseda vlády († 3. února 1995)
- 13. října
  - Dritëro Agolli, albánský spisovatel a novinář († 3. února 2017)
  - Raymond Kopa, francouzský fotbalový záložník († 3. března 2017)
- 14. října – Nikhil Banerdží, indický hráč na sitár († 27. ledna 1986)
- 15. října – Abdul Kalám, atomový vědec a bývalý prezident Indie († 27. července 2015)
- 17. října
  - José Alencar, brazilský podnikatel a politik († 29. března 2011)
  - Anatolij Pristavkin, ruský spisovatel († 11. července 2008)
- 19. října – John le Carré, britský spisovatel († 12. prosince 2020)
- 20. října
  - Hana Hegerová, československá zpěvačka († 23. března 2021)
  - Vendelín Macho, československý vědec, chemik, vynálezce a politik († 11. července 2011)
  - Hans Waldenfels, německý fundamentální teolog († 12. listopadu 2023)
- 22. října – Hikaru Hajaši, japonský hudební skladatel, klavírista a dirigent († 5. ledna 2012)
- 23. října – Diana Dorsová, anglická herečka a zpěvačka († 4. května 1984)
- 24. října – Sofia Gubajdulina, hudební skladatelka tatarského původu
- 25. října – Annie Girardotová, francouzská divadelní, filmová a televizní herečka a zpěvačka († 28. února 2011)
- 2. listopadu
  - Gérard Barray, francouzský herec († 15. února 2024)
  - Phil Woods, americký jazzový saxofonista, klarinetista a skladatel († 29. září 2015)
- 3. listopadu – Monica Vittiová, italská herečka († 2. února 2022)
- 4. listopadu
  - Bernard Francis Law, americký kardinál († 20. prosince 2017)
  - Imrich Stacho, slovenský fotbalista, československý reprezentant († 10. ledna 2006)
- 5. listopadu
  - Charles Taylor, kanadský sociolog, politický vědec a filozof
  - Ike Turner, americký kytarista, zpěvák a hudební producent († 12. listopadu 2007)
  - Sergio Larrain, chilský fotograf († 7. února 2012)
- 6. listopadu – Mike Nichols, americký filmový a divadelní režisér německého původu († 19. listopadu 2014)
- 8. listopadu – George Maciunas, litevský umělec († 9. května 1978)
- 15. listopadu – Mwai Kibaki, prezident Keni († 21. dubna 2022)
- 16. listopadu – Hubert Sumlin, americký bluesový kytarista a zpěvák († 4. prosince 2011)
- 17. listopadu
  - Pierre Nora, francouzský historik a nakladatel
  - Wayne Andre, americký jazzový pozounista († 26. srpna 2003)
- 20. listopadu – Franz Bydlinski, rakouský právník († 7. února 2011)
- 23. listopadu
  - Darina Laščiaková, slovenská rozhlasová redaktorka, folkloristka a zpěvačka
  - Tosiwo Nakayama, první prezident Federativních států Mikronésie († 29. března 2007)
- 25. listopadu – Nat Adderley, americký jazzový kornetista a skladatel († 2. ledna 2000)
- 26. listopadu
  - Adolfo Pérez Esquivel, argentinský sochař, architekt a pacifista
  - Adrianus Johannes Simonis, nizozemský kardinál († 2. září 2020)
- 27. listopadu – Ja'akov Ziv, izraelský informatik
- 30. listopadu – Jack Sheldon, americký jazzový trumpetista, zpěvák a herec († 27. prosince 2019)
- 1. prosince – Miroslav Kusý, slovenský politolog, filozof, publicista, pedagog a politik († 13. února 2019)
- 2. prosince – Wynton Kelly, americký jazzový klavírista († 12. dubna 1971)
- 4. prosince – Alex Delvecchio, kanadský lední hokejista († 1. července 2025)
- 6. prosince – Volker Oppitz, německý ekonom a matematik
- 7. prosince – Nicholas Čong Čin-sok, arcibiskup Soulu, kardinál († 27. dubna 2021)
- 11. prosince
  - Rita Morenová, americká herečka, tanečnice a zpěvačka
  - Osho, indický duchovní učitel, mystik a guru († 19. ledna 1990)
- 12. prosince – Christian Metz, francouzský filmový teoretik († 7. září 1993)
- 14. prosince – Phineas Newborn, americký jazzový klavírista († 26. května 1989)
- 15. prosince – Ladislav Švihran, slovenský spisovatel († 22. září 2022)
- 16. prosince – Milton Barnes, kanadský hudební skladatel († 27. února 2001)
- 23. prosince – Maria Tipo, italská koncertní klavíristka
- 24. prosince – Ray Bryant, americký jazzový klavírista a skladatel († 2. června 2011)
- 27. prosince
  - John Charles, velšský fotbalista († 21. února 2004)
  - Walter Norris, americký jazzový klavírista a skladatel († 29. října 2011)
- 28. prosince – Guy Debord, francouzský filozof, spisovatel a filmař († 30. listopadu 1994)

## Úmrtí

### Česko

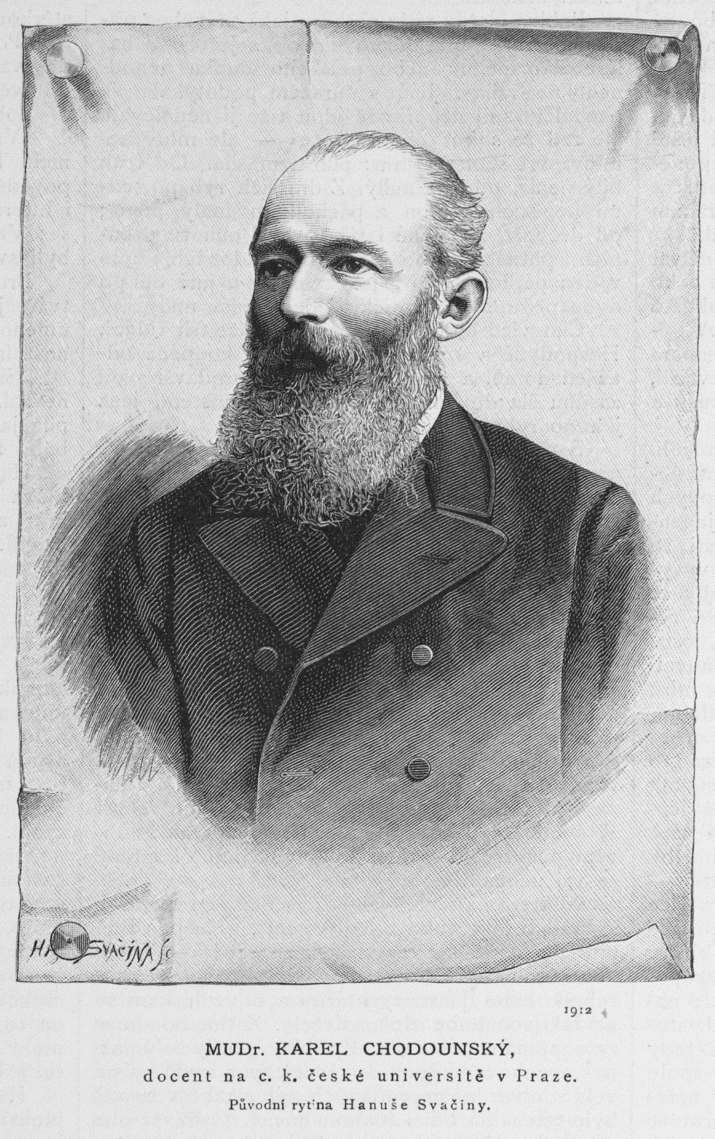
Karel Chodounský († 12. května)

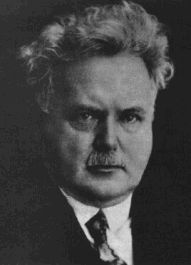
Viktor Dyk († 14. května)

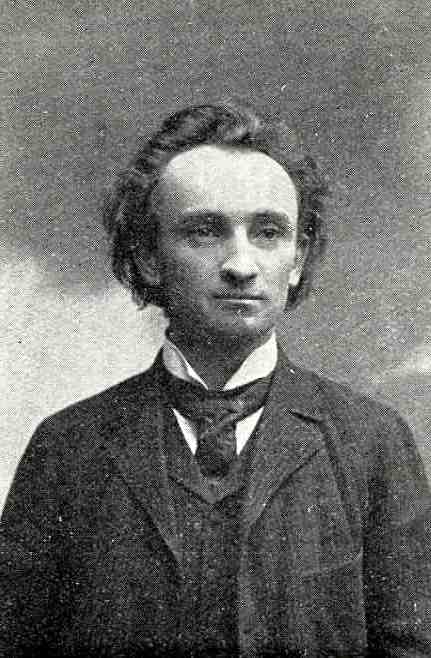
Ludvík Čelanský († 27. října)

- 02. ledna – Josef Wohanka, šlechtitel a politik (* 2. listopadu 1842)
- 7. ledna – Josef Loutocký, reformní pedagog a spisovatel (* 31. března 1868)
- 20. ledna – Josef Gross, biskup litoměřický (* 10. října 1866)
- 23. ledna – Eduard Peck, kulturní pracovník (* 10. října 1857)
- 28. ledna – Jan Dvořák, politik (* 4. dubna 1870)
- 29. ledna – Jaroslav Auerswald, herec, režisér a výtvarník (* 28. června 1870)
- 04. února – Jiří Skorkovský, politik (* 1. února 1873)
- 14. února – Dominik Löw, politik (* 9. listopadu 1863)
- 25. února – Karel Cumpfe, klasický filolog (* 14. listopadu 1853)
- 21. března – Josef Zubatý, indolog (* 20. dubna 1855)
- 29. března – Kuneš Sonntag, politik (* 19. února 1878)
- 04. dubna – Karel Thir, historik, archivář (* 4. října 1856)
- 11. dubna – Karel Vávra, herec a divadelní režisér (* 16. května 1884)
- 20. dubna – Gabriel Pecháček, katolický teolog (* 25. října 1855)
- 30. dubna – Osvald Polívka, architekt (* 24. května 1859)
- 03. května – Vojtěch Šíp, sochař (* 10. června 1885)
- 07. května – Antonín Petzold, varhaník, dirigent, sbormistr a hudební skladatel (* 13. srpna 1858)
- 10. května – Jan Sobotka, matematik (* 2. září 1862)
- 12. května – Karel Chodounský, lékař, zakladatel české farmakologie (* 18. května 1843)
- 14. května – Viktor Dyk, básník a politik (* 31. prosince 1877)
- 19. května
  - Adolf Procházka, právník a politik (* 14. ledna 1869)
  - Adolf Hrstka, lékař a vlastivědný pracovník (* 7. března 1864)
- 15. června – Jan Nepomuk Kapras, pedagog, psycholog a filozof (* 25. května 1847)
- 11. července – Stanislav Rolínek, sochař (* 9. února 1902)
- 16. července – Karel Andrlík st., chemik (* 1861)
- 18. července – Otakar Bystřina, spisovatel (* 23. května 1861)
- 23. července – Ludvík Singer, politik (* 1876?)
- 27. července – Karel Fiala, herec (* 22. ledna 1871)
- 05. srpna – Marie Hübnerová, divadelní herečka (* 12. října 1865)
- 16. srpna – Zdeněk Záhoř, literární historik, kritik a spisovatel (* 10. července 1881)
- 25. srpna – Alois Kolísek, politik (* 1. dubna 1868)
- 01. září – Stanislav Suda, skladatel, flétnista, hudební pedagog (* 30. dubna 1865)
- 09. září – Josef Náprstek, politik (* 8. listopadu 1881)
- 14. září – František Rambousek, entomolog a politik (* 1. dubna 1886)
- 15. září – Jan May, lékař, starosta města Mariánské Hory (* 1869)
- 20. září – Jarmila Hašková, novinářka a prozaička (* 28. června 1887)
- 03. října – Michal Navrátil, autor životopisných a místopisných publikací (* 21. srpna 1861)
- 09. října – Antal Stašek, spisovatel (* 22. července 1843)
- 20. října – Marie Laudová, herečka (* 16. srpna 1869)
- 27. října – Ludvík Čelanský, dirigent a hudební skladatel (* 17. července 1870)
- 19. listopadu – Jan Axamit, lékař a archeolog (* 12. února 1870)
- 25. listopadu – Milada Schusserová, malířka (* 14. března 1877)
- 03. prosince – Emanuel Leminger, pedagog a archeolog (* 25. prosince 1846)
- 06. prosince – František Zíka, politik (* 2. prosince 1869)
- 10. prosince – Leopold Sviták, automobilový vynálezce (* 11. října 1856)
- 18. prosince – Adolf Stránský, novinář a politik (* 8. dubna 1855)

### Svět

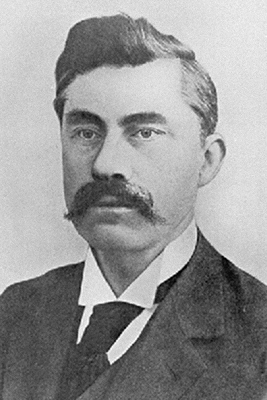
Martinus Willem Beijerinck (* 1. ledna

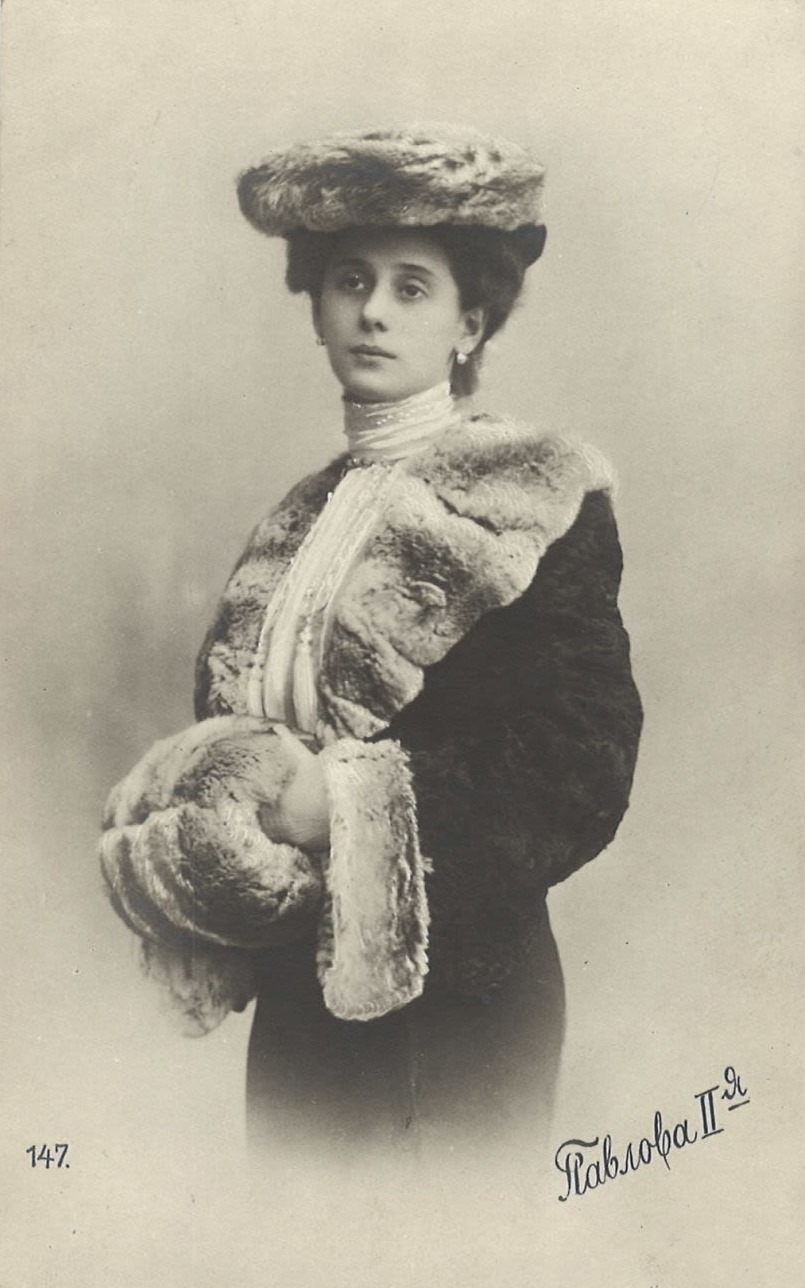
Anna Pavlova (* 23. ledna

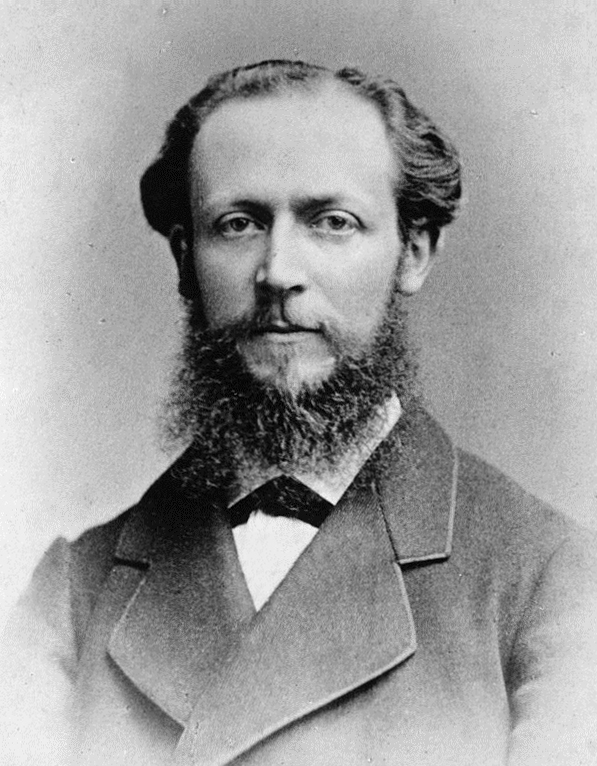
Otto Wallach (* 26. února)

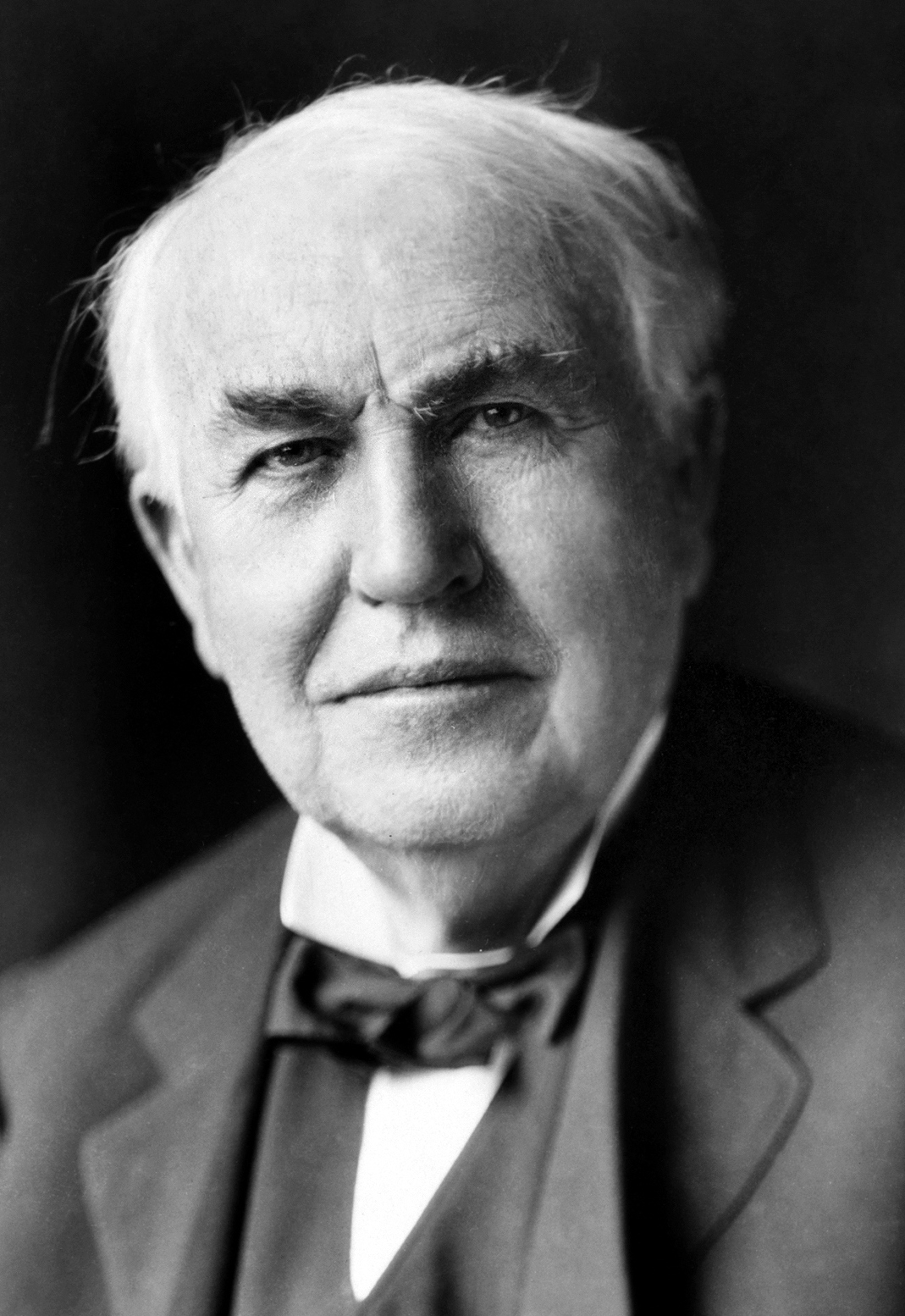
Thomas Alva Edison (* 18. října)

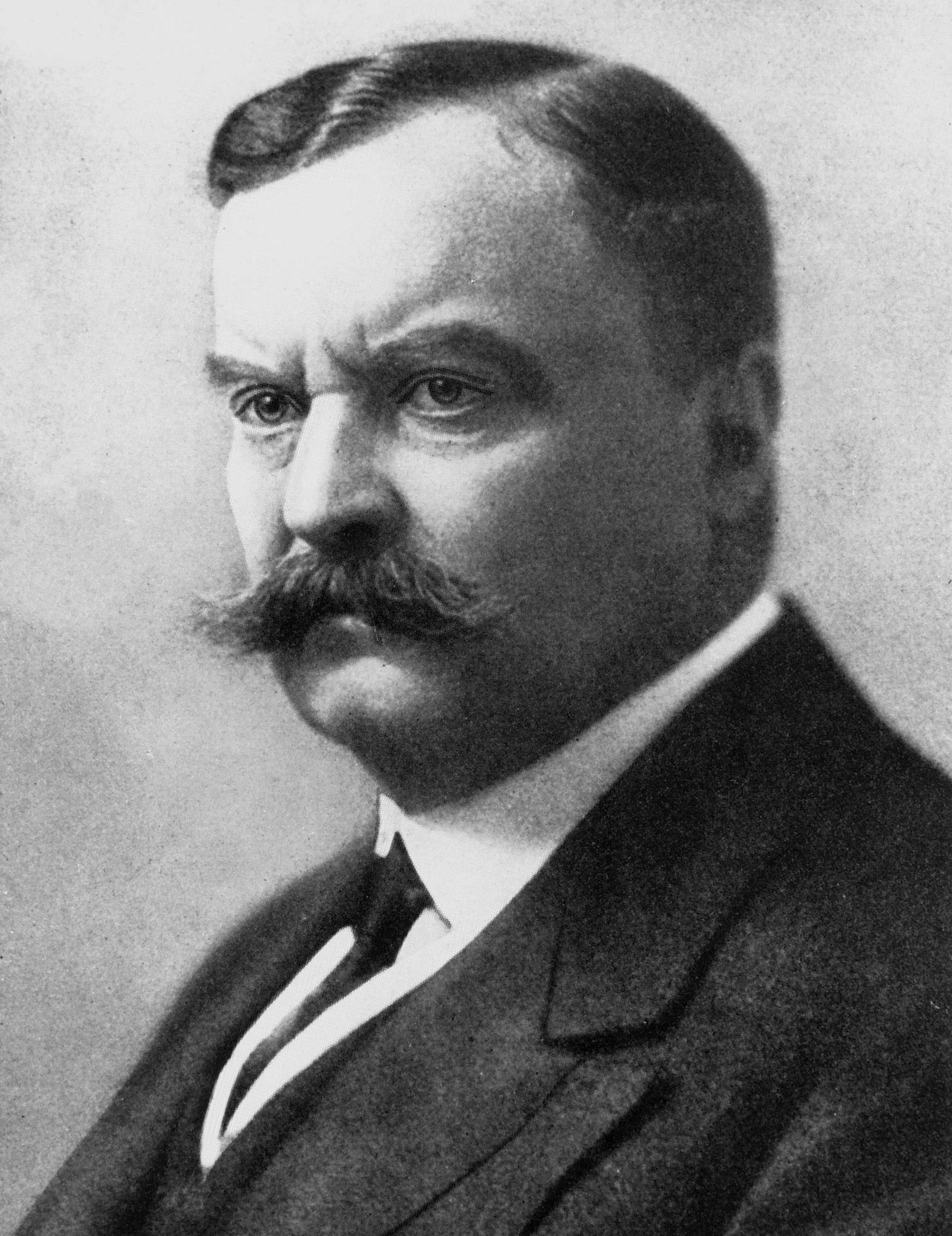
David Bruce (* 27. listopadu)

- 01. ledna – Martinus Willem Beijerinck, nizozemský botanik a mikrobiolog (* 16. března 1851)
- 03. ledna – Joseph Joffre, francouzský generál (* 12. ledna 1852)
- 04. ledna
  - Art Acord, americký herec němého filmu a rodeový šampion (* 17. dubna 1890)
  - Luisa Koburská, vévodkyně z Fife, britská princezna (* 20. února 1867)
- 07. ledna – Paul Kuh-Chrobak, poslední ministr financí Rakouska-Uherska (* 11. března 1863)
- 13. ledna – Kálmán Kandó, maďarský inženýr a vynálezce (* 10. července 1869)
- 17. ledna – Petr Nikolajevič Ruský, velkokníže ruský (* 10. ledna 1864)
- 23. ledna
  - Anna Pavlovová, ruská tanečnice (* 12. února 1881)
  - Ernst Seidler von Feuchtenegg, předseda vlád Předlitavska (* 5. června 1862)
  - August Rohling, rakouský katolický teolog a antisemita (* 15. března 1839)
- 24. ledna – Fridrich August II. Oldenburský, poslední oldenburský velkovévoda (* 16. listopadu 1852)
- 30. ledna – Friedrich Ris, švýcarský entomolog (* 1867)
- 11. února – Charles Algernon Parsons, irský vynálezce a technik (* 13. června 1854)
- 12. února – Heinrich Götz, polský fotograf (* 1866)
- 16. února
  - Juan Vert, španělský hudební skladatel (* 22. dubna 1890)
  - Wilhelm von Gloeden, německý fotograf (* 16. září 1856)
- 18. února – Peter Elfelt, dánský fotograf a filmový režisér (* 1. ledna 1866)
- 23. února – Nellie Melba, australská operní pěvkyně (* 16. května 1861)
- 26. února – Otto Wallach, německý chemik, držitel Nobelovy cenu za chemii (* 27. března 1847)
- 07. března
  - Theo van Doesburg, nizozemský malíř, spisovatel a architekt (* 30. srpna 1883)
  - Akseli Gallen-Kallela, finský malíř a designér (* 26. dubna 1865)
- 11. března – Friedrich Wilhelm Murnau, filmový režisér němé éry (* 28. prosince 1888)
- 12. března – Jozef Bahéry, slovenský hudební skladatel (* 8. prosince 1844)
- 20. března – Hermann Müller, německý říšský kancléř (* 18. května 1876)
- 29. března – Robert Buser, švýcarský botanik (* 6. října 1857)
- 08. dubna – Erik Axel Karlfeldt, švédský básník (* 20. července 1864)
- 10. dubna – Chalíl Džibrán, libanonský malíř, básník a spisovatel (* 6. ledna 1883)
- 15. dubna – Joe Masseria, mafiánský boss v New Yorku (* 17. ledna 1886)
- 16. dubna – Rachel Bluwsteinová, hebrejská básnířka (* 20. září 1890)
- 19. dubna – Louis Dollo, belgický paleontolog (* 7. prosince 1857)
- 20. dubna
  - Matthias Eldersch, ministr spravedlnosti a vnitra Rakouska (* 24. února 1869)
  - Cosmo Duff-Gordon, pátý baronet z Halkinu (* 22. července 1862)
- 27. dubna – Albert Šlesvicko-Holštýnský, vnuk britské královny Viktorie (* 26. února 1869)
- 09. května – Albert Abraham Michelson americký fyzik, nositel Nobelovy ceny za fyziku (1907), (* 19. prosince 1852)
- 19. května – Johann Baptist Blobner, rakouský pedagog, sbormistr a skladatel českého původu (* 10. září 1850)
- 21. května – Théophile Cart, francouzský esperantista (* 31. března 1855)
- 04. června – Husajn bin Alí al-Hášimí, král Hidžázu (* 1854)
- 15. června – Albertina Berkenbrocková, brazilská mučednice, blahoslavená (* 11. dubna 1919)
- 16. června – Eduard Spelterini, švýcarský průkopník létání (* 2. června 1852)
- 19. června – Maksym Hryva, ukrajinský spisovatel (* 20. února 1893)
- 22. června – Armand Fallières, francouzský prezident (* 6. listopadu 1841)
- 02. července – Peter Kürten, německý sériový vrah (* 26. května 1883)
- 05. července – Oscar Kjellberg, švédský inženýr a vynálezce (* 21. září 1870)
- 11. července – Giovanni Boldini, italský malíř (* 31. prosince 1842)
- 12. července – Nathan Söderblom, švédský evangelický teolog (* 15. ledna 1866)
- 13. července – Tor Hedberg, švédský spisovatel (* 23. března 1862)
- 02. srpna – Cyril Horváth, slovenský právník a národovec (* 24. září 1864)
- 06. srpna – Bix Beiderbecke, americký jazzový kornetista, klavírista a hudební skladatel (* 10. března 1903)
- 31. srpna – Sergej Borisov, ruský fotograf (* 15. října 1867)
- 04. září – Leopold Salvátor Rakousko-Toskánský, rakouský arcivévoda a princ toskánský (* 15. října 1863)
- 05. září – Isabela z Croy, rakouská arcivévodkyně a těšínská kněžna (* 27. února 1856)
- 10. září – Salvatore Maranzano, newyorský mafiánský boss (* 31. července 1886)
- 11. září – Henry B. Goodwin, švédský filolog a fotograf (* 20. února 1878)
- 15. září – Seniha Sultan, osmanská princezna a dcera sultána Abdulmecida I. (* 22. listopadu 1852)
- 19. září – David Starr Jordan, americký zoolog a botanik (* 19. ledna 1851)
- 25. září
  - Aleksander Skrzyński, předseda vlády druhé Polské republiky (* 19. března 1882)
  - Ulrich von Wilamowitz-Moellendorff, německý klasický filolog (* 22. prosince 1848)
- 29. září – Paula Wolf-Kalmarová, rakouská šachová mistryně (* březen 1881)
- 03. října – Carl Nielsen, dánský dirigent, houslista a skladatel (* 9. června 1865)
- 11. října – Otto von Moser, německý vojenský historik (* 21. března 1860)
- 17. října – Otto Haab, švýcarský oftalmolog (* 19. dubna 1850)
- 18. října – Thomas Alva Edison, americký vynálezce (* 11. února 1847)
- 21. října – Arthur Schnitzler, rakouský prozaik, dramatik a lékař (* 15. května 1862)
- 26. října – John Isaac Briquet, švýcarský botanik (* 13. března 1870)
- 28. října – Jack Robinson, anglický fotbalový brankář (* 22. dubna 1870)
- 05. listopadu – Konrad Stäheli, švýcarský sportovní střelec, trojnásobný olympijský vítěz 1900 (* 17. prosince 1866)
- 09. listopadu – Isaac Newton Lewis, americký vojenský konstruktér (* 12. října 1858)
- 16. listopadu – Joshua Millner, irský sportovní střelec (* 5. července 1847)
- 19. listopadu – Adelaide Hanscomová Leesonová, americká umělkyně a fotografka (* 25. listopadu 1875)
- 27. listopadu – David Bruce, skotský lékař, patolog a mikrobiolog (* 29. května 1855)
- 02. prosince – Vincent d'Indy, francouzský hudební skladatel (* 27. března 1851)
- 05. prosince – Filippo Rinaldi, rector major salesiánů (* 28. května 1856)
- 10. prosince – Max Elskamp, belgický spisovatel (* 5. května 1862)
- 13. prosince – Gustave Le Bon, francouzský lékař, sociolog a archeolog (* 7. května 1841)
- 20. prosince – Gustaf Kossinna, německý filolog a archeolog (* 28. srpna 1858)
- 23. prosince – Wilson Bentley, americký fotograf sněhových vloček (* 9. února 1865)
- 24. prosince – Henrieta Marie z Lichtenštejna, kněžna lichtenštejnská (* 6. června 1843)
- 26. prosince – Melvil Dewey, americký knihovník a vynálezce (* 10. prosince 1851)

## Hlavy státu
Evropa:
- Československo – Tomáš Garrigue Masaryk
- Litva – Antanas Smetona

Asie:
- Japonsko – Císař Šówa